# Polisen i Sverige
Polisväsendet i Sverige ska enligt lagen arbeta för att "upprätthålla allmän ordning och säkerhet samt att i övrigt tillförsäkra allmänheten skydd och annan hjälp". Den är uppdelad i Polismyndigheten och Säkerhetspolisen.
Polisman är i Sverige en person som tjänstgör inom polisen med sådan tjänsteställning som anges i polisförordningen (2014:1104). Även personer som tjänstgör som militärpoliser inom försvarsmakten enligt förordning (1980:123) är att anses som polisman.  Polisman skall under tjänstgöring ha med sig tjänstekort för polisman (i folkmun kallat "polislegitimation") eller polisbricka.
Den svenska polismyndigheten har cirka 38 500 medarbetare, varav cirka 23 500 poliser.

## Svenska polisens historia

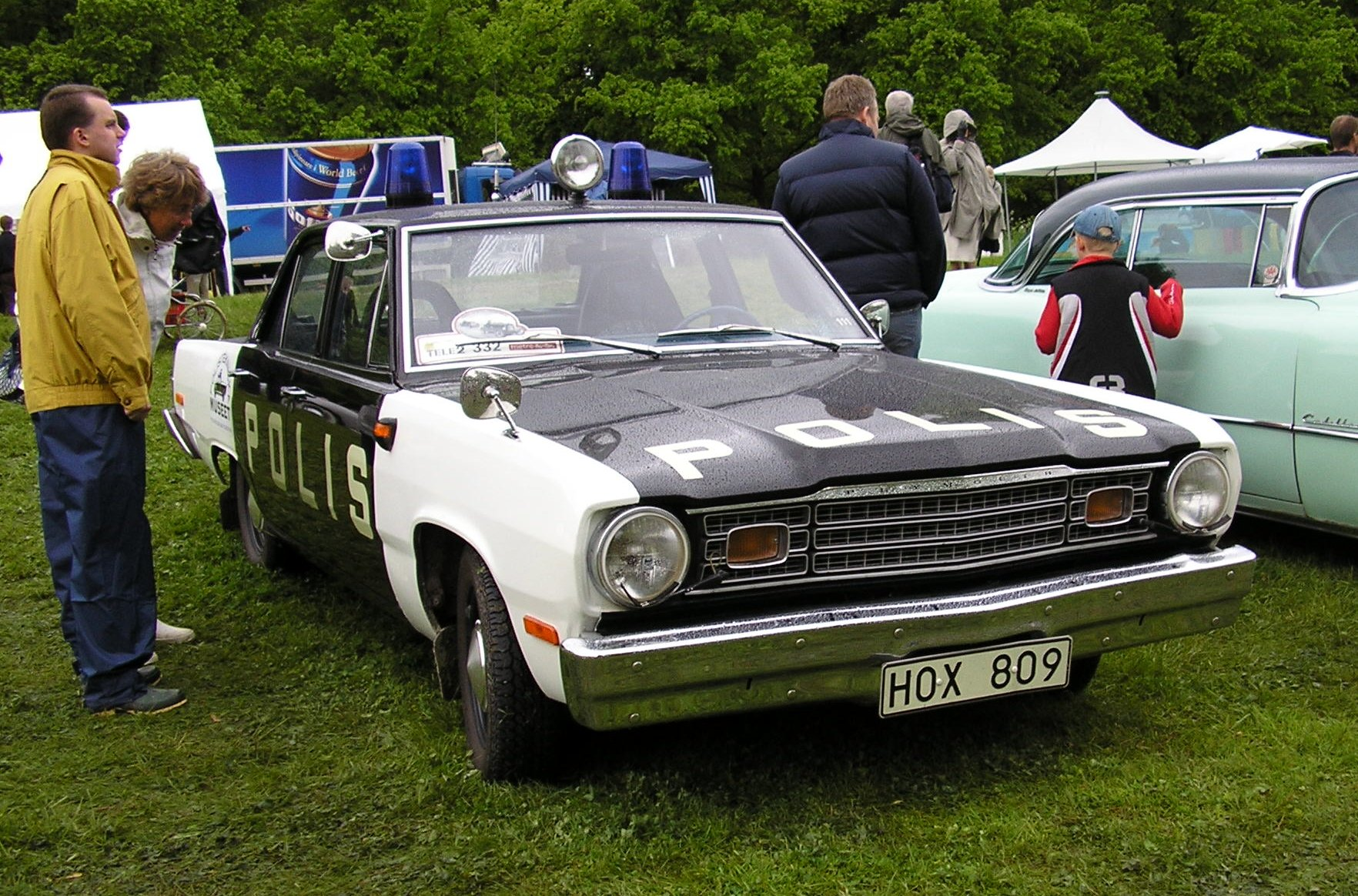
Plymouth Valiant polisbil från 1974.

Från 1500-talet upprätthölls lagen av länsmän med hjälp av fjärdingsmän. 1850 års reform bestämde att det skulle finnas poliser i städer och köpingar och en fjärdingsman i varje socken, och vid början av 1900-talet fanns det cirka 2 800 stycken i Sverige.
1910 inrättades en polisskola i Uppsala, vilket var den första egentliga polisutbildningen i Sverige. 1935 infördes de första radiobilarna på prov hos Polisen i Göteborg. 1958 började de första kvinnorna sin tjänst.
Vid 1962 och 1964 års riksdagar beslutades det att polisen i Sverige skulle förstatligas, vilket genomfördes den 1 januari 1965. I och med detta fick Sverige 119 polisdistrikt istället för 554. I samband med förstatligandet bildades Rikspolisstyrelsen som samordnande myndighet för polisverksamheten, skillnaden mellan fjärdingsmän och poliskonstaplar upphörde, sjöpolisen bildades, alla polisbilar målades svart-vita (med undantag för civilbilar) och patrullerande poliser upphörde att bära sabel.
1 januari 2015 omorganiserades Polisen och 21 polismyndigheter slogs samman till de båda myndigheterna Polismyndigheten och Säkerhetspolisen. 2016 tjänstgjorde cirka 20 000 poliser i Sverige och cirka 8000 civilanställda. Bland dessa finns civila utredare, specialister, administrativ personal, kommunikatörer och övriga med civil kompetens men utan polismans befogenhet. Totalt hade Polismyndigheten drygt 28 500 anställda.

## Organisation
Sedan 1 januari 2015 består svensk polis av två myndigheter: Polismyndigheten och Säkerhetspolisen.

### Polismyndigheten
Polismyndigheten är en enrådighetsmyndighet under Justitiedepartementet, med rikspolischefen som chef.

#### Polisregioner

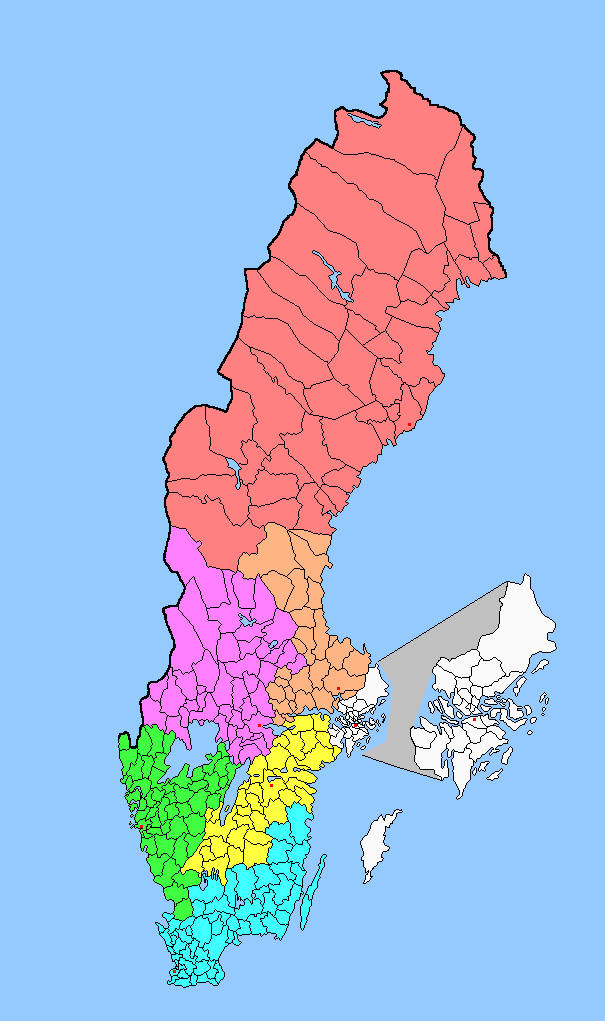
Karta över polisregionerna med huvudsäten.

Polismyndigheten är indelad i sju polisregioner, som i sin tur är indelade i polisområden. Varje region leds av en regionpolischef och en biträdande chef. Samtliga regioner har enheter för utredning, underrättelse, operativ verksamhet samt ett regionkansli.
| Region                 | Huvudort  | Län                                                                    |
| ---------------------- | --------- | ---------------------------------------------------------------------- |
| Polisregion Nord       | Umeå      | Jämtlands län, Norrbottens län, Västerbottens län, Västernorrlands län |
| Polisregion Mitt       | Uppsala   | Gävleborgs län, Uppsala län, Västmanlands län                          |
| Polisregion Bergslagen | Örebro    | Dalarnas län, Värmlands län, Örebro län                                |
| Polisregion Stockholm  | Stockholm | Gotlands län, Stockholms län                                           |
| Polisregion Väst       | Göteborg  | Västra Götalands län, Hallands län                                     |
| Polisregion Öst        | Linköping | Jönköpings län, Södermanlands län, Östergötlands län                   |
| Polisregion Syd        | Malmö     | Blekinge län, Kronobergs län, Kalmar län, Skåne län                    |

#### Polisområden
Polisområden omfattar vanligen ett helt län, men de största länen är indelade i flera områden. Varje polisområde leds av en polisområdeschef och har enheter för utredning, underrättelse, lokalpolisområden samt kansli.

#### Lokalpolisområden
Polisområdena delas vidare upp i lokalpolisområden som ansvarar för utredning, brottsförebyggande arbete och ingripandeverksamhet samt stöd- och serviceenheter.

### Nationella operativa avdelningen
Den nationella operativa avdelningen ansvarar för bland annat Nationella insatsstyrkan, Polisflyget, Nationella bombskyddet, Nationella ledningscentralen och samordning av insatser mot grov organiserad brottslighet. Avdelningen fungerar även som nationell kontaktpunkt mot Säkerhetspolisen, Försvarsmakten och Försvarets radioanstalt.

### Polisutbildningen
Polisutbildningen omfattar fem terminers heltidsstudier, inklusive en aspiranttjänstgöring i ett lokalpolisområde. Utbildningen ges vid Södertörns högskola, Linnéuniversitetet, Umeå universitet, Malmö universitet och Högskolan i Borås. Efter godkänd utbildning och aspiranttid anställs man som polisassistent.

### Antalet anställda

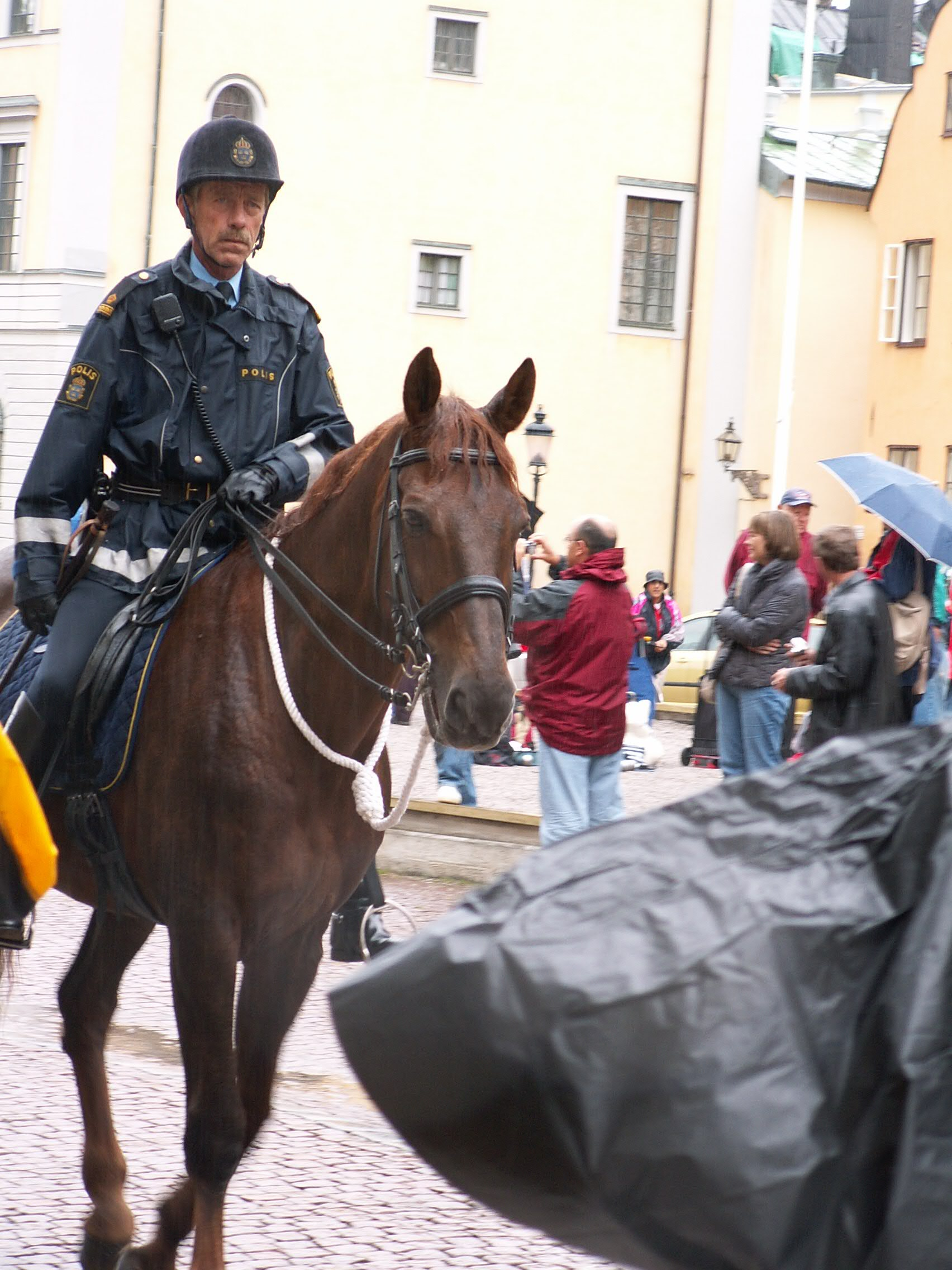
Ridande polis under tjänst.

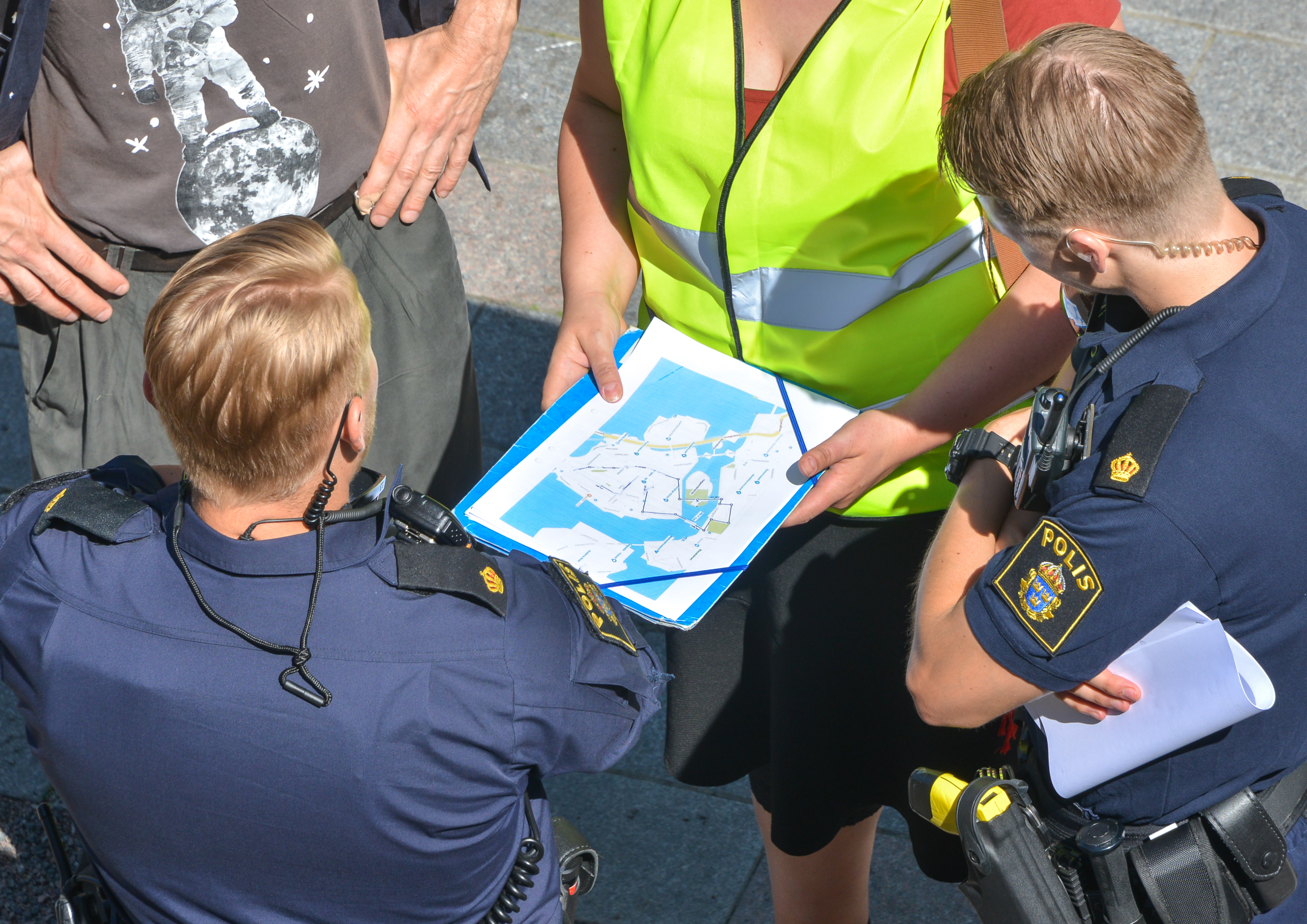
Poliser förbereder sig inför ett evenemang i Stockholm, 2018.

Antalet anställda inom Polismyndigheten har ökat över tid. Tabellen nedan visar utvecklingen av antalet poliser och civilanställda sedan år 2000.
| År   | Totalt | Poliser | Civila |
| ---- | ------ | ------- | ------ |
| 2000 | 22 294 | 16 089  | 6 205  |
| 2001 | 22 708 | 16 120  | 6 588  |
| 2002 | 22 918 | 16 149  | 6 769  |
| 2003 | 23 062 | 16 292  | 6 770  |
| 2004 | 23 644 | 16 891  | 6 753  |
| 2005 | 23 940 | 17 073  | 6 867  |
| 2006 | 24 631 | 17 423  | 7 208  |
| 2007 | 25 838 | 17 866  | 7 972  |
| 2008 | 26 122 | 18 321  | 7 801  |
| 2009 | 26 891 | 19 144  | 7 747  |
| 2010 | 28 017 | 20 292  | 7 725  |
| 2011 | 28 382 | 20 398  | 7 984  |
| 2012 | 28 347 | 19 890  | 8 457  |
| 2013 | 28 488 | 19 911  | 8 577  |
| 2014 | 28 689 | 20 051  | 8 638  |
| 2015 | 28 264 | 19 903  | 8 361  |
| 2016 | 29 517 | 20 025  | 9 492  |
| 2017 | 29 599 | 19 741  | 9 858  |
| 2018 | 30 339 | 20 040  | 10 299 |
| 2019 | 31 728 | 20 423  | 11 305 |
| 2020 | 33 726 | 20 942  | 12 784 |
| 2021 | 34 211 | 21 386  | 12 825 |

År 2000
|  | poliser (72 %) |

|  | civilanställda (28 %) |

År 2021
|  | poliser (63 %) |

|  | civilanställda (37 %) |

### Kritik mot organisationen

#### Effektivitet
2006 års förvaltningskommitté pekade i sitt slutbetänkande 2008 (SOU 2008:118) ut svensk polis som ineffektiv.
Trots stora resurstillskott från 2006 sjönk andelen uppklarade brott till rekordlåga nivåer. År 2012 var endast 17 procent av brotten uppklarade, den lägsta siffran på 80 år.
Statistik från 2013 visade att polisen löste 12 procent färre brott än året innan.
Forskare har påtalat att resursbrist tvingar förundersökningsledare att söka skäl till nedläggning snarare än fortsatt utredning.

#### Organisationskultur
Enligt både Polisförbundet och forskare har polisen svårt att hantera intern kritik.
År 2015 sade 832 poliser upp sig, fler än antalet nyutbildade. Uppsägningarna ökade särskilt bland yngre och medelålders poliser, och många väljer pension före 65 års ålder. Polisförbundet kopplar ökningen till missnöje med omorganisationen. Flera rekryterades av andra myndigheter.

#### Löner och rekrytering
Många poliser anser att lönen inte motsvarar yrkets risker.
Facket har krävt höjda ingångslöner. Medianlönen för en polis är cirka 26 000 kronor.
En rapport från 2020 beskrev svårigheterna att nå målet om 10 000 nya poliser på fyra år. Vårterminen 2020 antogs endast 651 personer, långt under behovet. Riksdagens utredningstjänst bedömer att målet nås först 2028, fyra år senare än planerat.

## Verksamheten

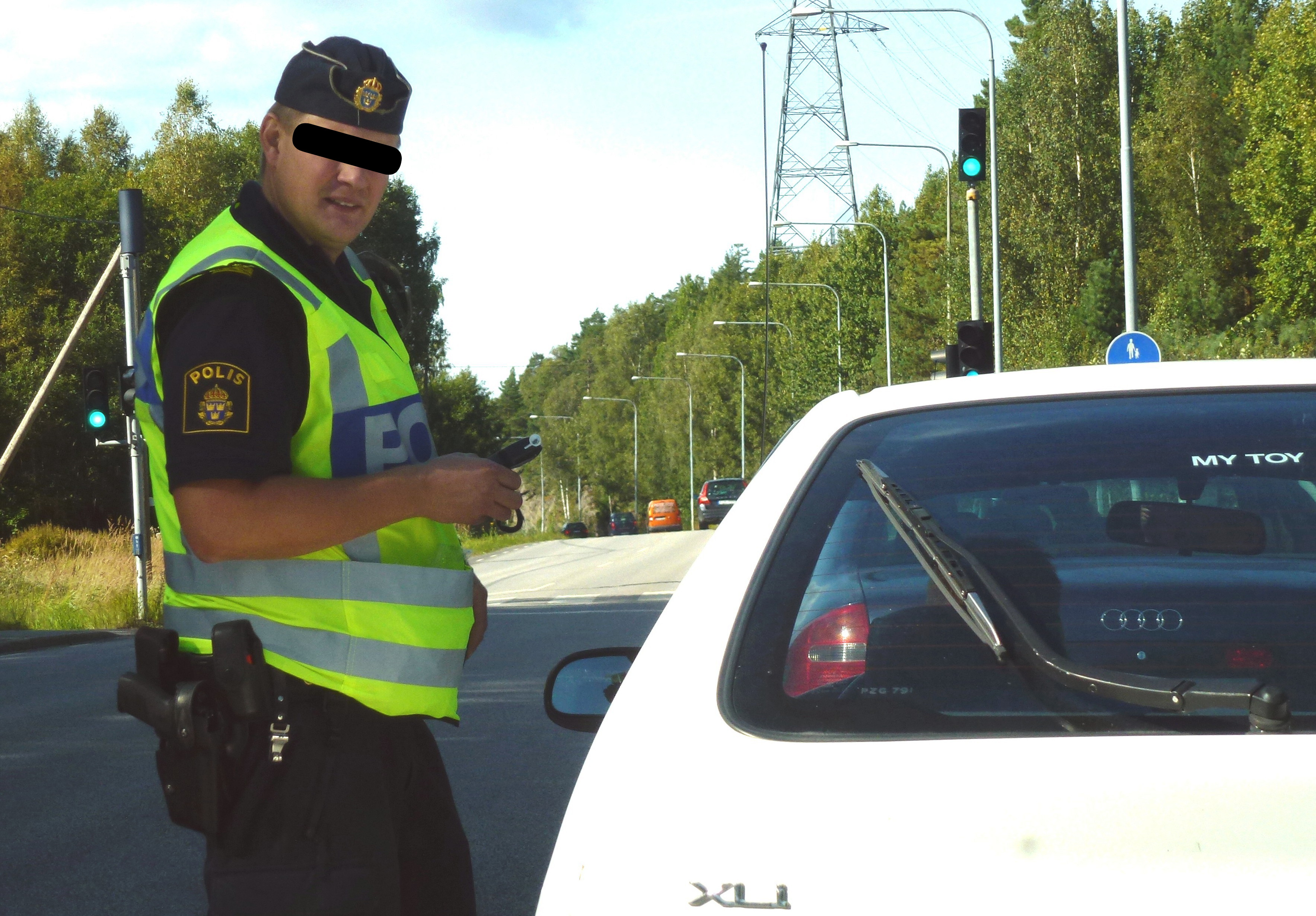
Svensk polis utför nykterhetskontroll.

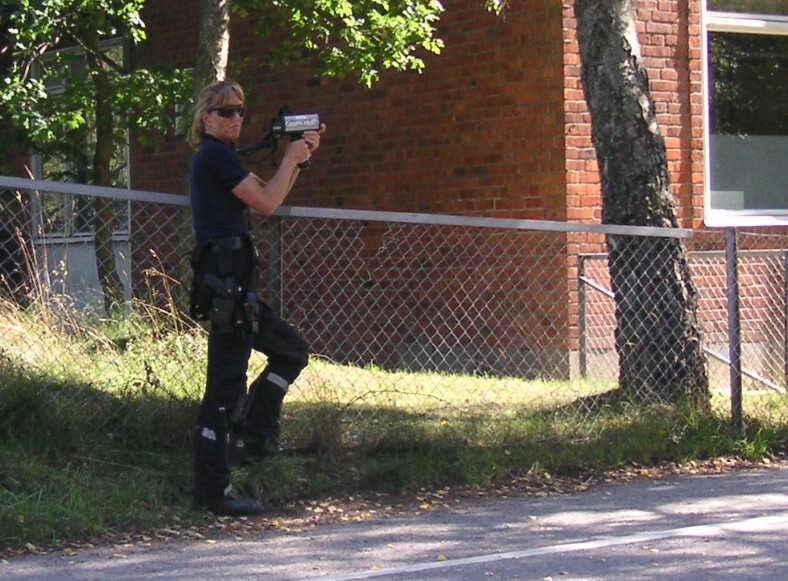
Hastighetskontroll med laserpistol vid en skola.

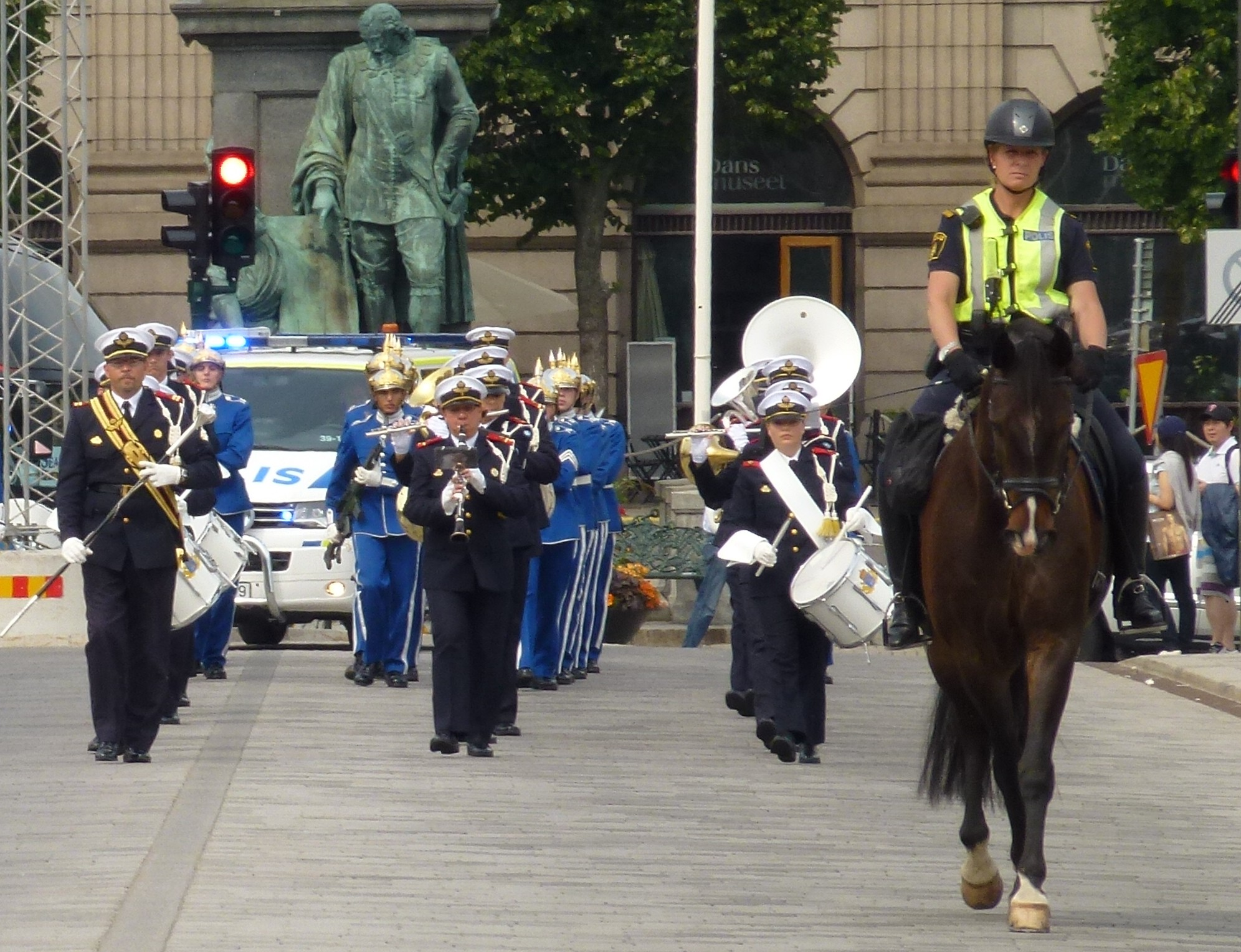
Beriden polis eskorterar Högvakten över Norrbro i Stockholm.

Förutom ren brottsbekämpning handhar polisen även utfärdande av pass och nationella id-kort, trafikfrågor, tillståndsgivning, vapenärenden, hittegods och narkotikafrågor. Man jobbar också med anmälningar vid brottsmisstanke och förebyggande av brott. Vissa arbetsuppgifter som tidigare utfördes av poliser utförs numera allt oftare av ordningsvakter. Orsaken till detta brukar ofta motiveras med resursbrist hos polisen. Eftersök av försvunna personer är också det ett polisiärt ansvarsområde samt räddningsaktioner i fjällvärlden där man samarbetar med fjällräddningen.
Det brottsförebyggande arbetet underlättas bland annat genom en polisorganisation där områdespoliser har ansvaret för en stor del av det dagliga arbetet. En områdespolis är en polis som riktar in sig på att arbeta brottsförebyggande och trygghetsskapande inom ett lokalområde utöver det vanliga polisarbetet.
En ingripandepolis är, till skillnad från en områdespolis, en polisanställd som främst arbetar med att rycka ut på uppdrag som kommer in via bland annat 112. 
Polisens arbetsuppgift kan vara att patrullera vissa geografiska områden i bil, på cykel, till häst eller till fots och ingripa när någon behöver hjälp eller om de ser något misstänkt. Polisen får akuta utryckningsuppdrag, till exempel om en butik blivit rånad eller om det har hänt en trafikolycka. Övervakning av idrottsevenemang, konserter eller demonstrationer är andra uppdrag. Vid trafikövervakning kontrolleras hastighet, nykterhet, behörighet, bilbälte samt fordonets utrustning och eventuella last.
Polisen informerar olika grupper i samhället om hur man förebygger brott. Man är till exempel ofta med i trafikundervisningen samt lag- och rättsundervisningen i grundskolan. Polisen bedriver även i vissa fall opinionsbildning för rådande lagar. Detta främst genom att polisen deltar i antinarkotikakampanjer tillsammans med exempelvis skola, socialtjänst, Kriminalvården och Tullverket.
Att spana efter misstänkta personer och försvunna föremål är andra exempel på polisuppgifter. Polisen skriver också rapporter och protokoll efter olika ingripanden och händelser. 

### Brottsbekämpning
När brott har begåtts så tar polisen emot brottsanmälningar från allmänheten. Polisens nödtelefonnummer (SOS Alarm) är 112. Numera kan man även ringa till 114 14 för mindre akuta fall. Nödsamtal ska alltid ringas in till 112. Det är ännu så länge inte möjligt att skicka ett fotografi bildbevis/signalement från en mobiltelefon med kamera, eftersom polisen ännu inte har utrustning för att mottaga sådant.
I samband med ett ingripande, där det finns misstanke om brott, gör polisen en utredning. De kan då titta på eventuella bildbevis/signalement i till exempel mobilkamera. Om det gäller enklare ärenden utreder områdespoliserna omständigheterna kring brottet. Det kan till exempel gälla att förhöra vittnen och misstänkta samt de människor som anser att de blivit utsatta för brott. Andra arbetsuppgifter är att göra tekniska undersökningar som att säkra fingeravtryck eller samla in viktiga föremål vid brottsplatsen. I utredningen kan också ingå att fotografera och göra skisser.

### Krishantering
Polisen har speciella enheter som används vid svårare ordningsstörningar eller allvarliga hot mot säkerheten, till exempel de regionala insatsstyrkorna baserade i storstadsregionerna (f.d Piketen) och Nationella insatsstyrkan. Vid mer omfattande påfrestningar fanns det tidigare även möjlighet att få förstärkning från Beredskapspolisen.

#### Särskild polistaktik (SPT)
Särskild polistaktik (SPT) är ett koncept som används av polisen vid allvarliga händelser, som demonstrationer och idrottsevenemang, för att säkerställa ordning och säkerhet. SPT fokuserar på förebyggande åtgärder och kommunikation för att undvika konflikter, snarare än att kontrollera folksamlingar genom fysiska åtgärder. Poliser, både uniformerade och civilt klädda, arbetar för att skapa förtroende och informera deltagarna, samt hantera situationer vid behov, exempelvis genom att reglera trafik eller skydda mot angrepp. Vid allvarliga hot kan polisen använda tårgas. Taktiken bygger på fyra konfliktreducerande principer: kunskap, underlättande, kommunikation och differentiering, och syftar till att främja social kontroll i folksamlingar. SPT baseras på forskning om oroligheter vid idrottsevenemang.

#### Särskild händelse
En särskild händelse är en oväntad eller planerad situation som kräver en speciell organisation och ledning utanför den ordinarie polisverksamheten, exempelvis vid naturkatastrofer, terrordåd eller större evenemang som demonstrationer och fotbollsmatcher med hög hotbild. Beslut om att inleda en särskild händelse fattas av den regionala eller nationella polischefen beroende på händelsens omfattning. Vid en särskild händelse utses en kommenderingschef som ansvarar för insatsen, och en stab bildas för att planera och koordinera arbetet. Staben hanterar bland annat personalfrågor, underrättelser, kommunikation och operativa resurser. Fördelen med denna struktur är att den kan anpassas efter den specifika händelsen och att specialkompetenser kan tas in vid behov. Exempel på nationella särskilda händelser som har inträffat i Sverige inkluderar statsbesöket av USA:s tidigare president Barack Obama år 2013, flyktingströmmen 2015, terrordådet på Drottningsgatan 2017 och de stora skogsbränderna sommaren 2018.

### Militärpolis
En militärpolisman är att anse som polisman, något förenklat, då denne fullgör uppgifter som rör Försvarsmakten.
Inom Försvarsmakten används internt för militärpolisen kriterierna:
- Geografiskt - områden som ägs, hyrs, disponeras av Försvarsmakten eller där Försvarsmakten bedriver verksamhet.
- Personellt -  försvarsmaktens personal även då den befinner sig utanför Försvarsmaktens område.
- Materiellt - försvarsmaktens materiel, exempelvis fordon, vapen och/eller övrig materiel. Detta gäller även utanför Försvarsmaktens område.

Militärpolisen agerar med samma rättigheter och skyldigheter som ordinarie polis så länge detta sker inom Försvarsmakten. Utanför Försvarsmakten äger militärpolis ingen annan rätt än envar. Detta innebär dock inte att militärpolisen endast agerar inne på militärt område eller mot militär personal.
Vid svenska internationella militära insatser ansvarar militärpolisen för att utreda brott begångna av/mot svensk personal samt upprätthålla den allmänna ordningen och säkerheten i insatsområdet.

### Pass och nationellt identitetskort
Polisen ansvarar för att utfärda pass och nationellt identitetskort i Sverige.

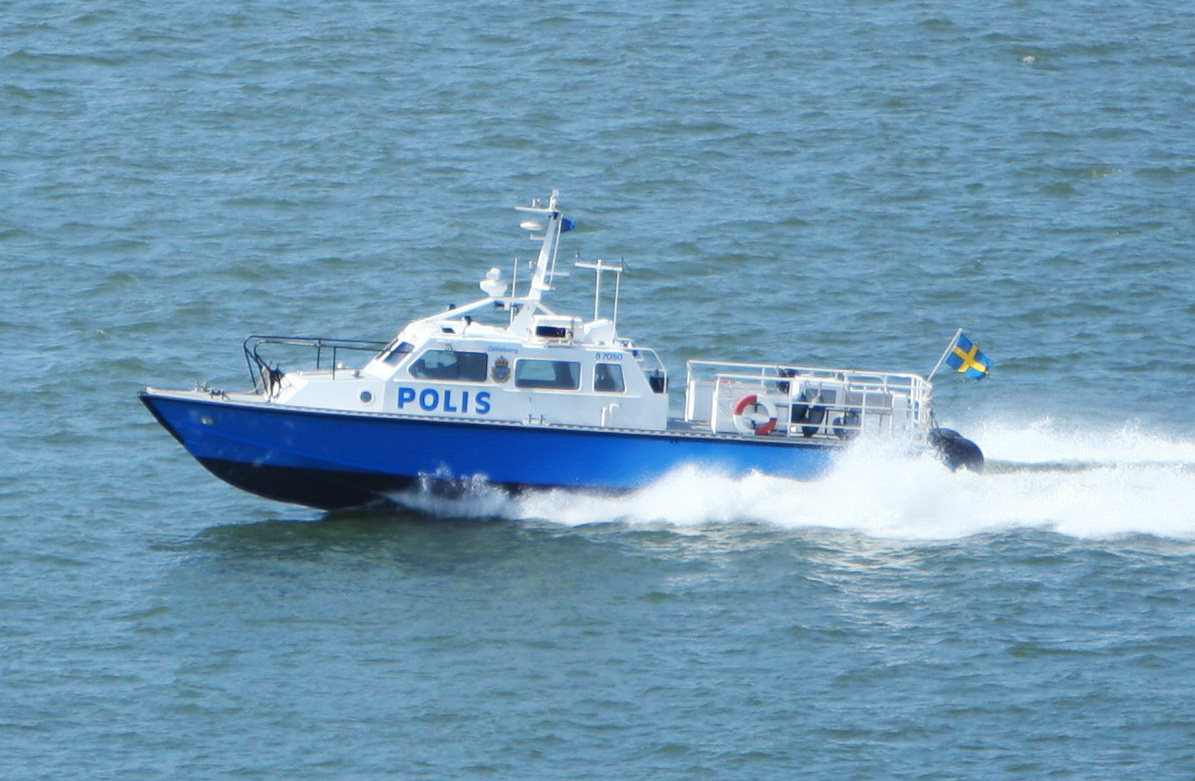
Svensk polisbåt.

### Tillstånd
För vissa aktiviteter krävs tillstånd från polisen, t.ex. 

- större sammankomster,
- konserter,
- tävling eller uppvisning i sport eller idrott,
- tivoli,
- karnevalståg,
- marknad eller mässa,
- sprängning,
- försäljning av fyrverkerier,
- uppskjutande av raketer,
- handel och förvaring av explosiva varor,
- störande buller,
- penninginsamling,
- lotterier,
- att vara ordningsvakt,
- eldningstillstånd,
- demonstration på offentlig plats,
- danstillstånd

### Statistik och information om ärenden

Anmälda brott per 100 000 personer 1993–2013
Samtliga brott
Bostadsinbrott
Misshandel, grov misshandel
Sexualbrott 6 kap, inkl våldtäkt
Rån, grovt rån
Mord, dråp och misshandel m. dödlig utgång

Den statliga myndigheten Brottsförebyggande rådet (Brå) ansvarar för den svenska officiella kriminalstatistiken. Medan antalet anmälda brott under 2000-talet legat på ungefär samma nivå eller stigit svagt, omkring 1,4 miljoner för samtliga brottskategorier, även om det varierat i typer av brott, så har andelen som klarats upp visat en sjunkande trend.
Polismyndighetern har olika presstalespersoner som är de som ansvarar att informera allmänheten via media vid allvarliga incidenter. Incidenter dokumenteras även i polisrapporter och polisutredningar, som sedan kan leda till underlag för åtal vid domstol. Polismyndigheten informera sedan på sedvanligt sätt om sin verksamhet och dess resultat. 

#### Kritik av redovisad statistik
Riksrevisionen kritiserade polisen 2016 för att i sin årsredovisning inte ha redovisat den försämrade brottsuppklaringen.
Enligt polisforskaren Stefan Holgersson är polisen systematisk i sitt skönmålande av de resultat de uppnår. Som exempel uppgav han polisens påstående 2010 att deras hårdföra linje hade marginaliserat Black Cobra, vilket fick rekryteringen att gå i motsatt riktning, något man i närheten av länsledningen även kände till.[källa behövs]

#### Kritik av information om ärenden
I maj 2013 uppgav polisen att en man som de skjutit hade förts till sjukhus med ambulans när han i själva verket hade avlidit på plats. Skjutningen blev en förevändning, eller till och med den tändande gnistan, för Upploppen i Stockholm 2013.
I juni 2016 sköts en man i Bagarmossen till döds av polisen, som först kommunicerade att mannen hade avlossat skott mot polisen. Först över en månad senare korrigerade polisen uppgiften och sade att han inte hade avlossat något skott.
Statsåklagaren Nils-Eric Schultz och riksdagsledamoten Peter Althin anklagade 2008 polisen för att sedan mitten av 1990-talet i hundratals fall ha förfalskat och undanhållit bevisning för domstolar och försvarsadvokater. Anklagelsen bygger i stor utsträckning som den kritik som chefs-JO Mats Melin och justitiekanslern Göran Lambertz framfört och som går ut på att polisen har gjort sig till "en stat i staten".
Ett uppmärksammat fall var när polisen hade manipulerat filmmaterial som användes i en rättegång efter Göteborgskravallerna i juni 2001 där polisen hade klippt ihop bilder från olika tillfällen och lagt på ljud från en talkör som inte hördes vid tidpunkten.

## Fordon och utrustning

### Fordon

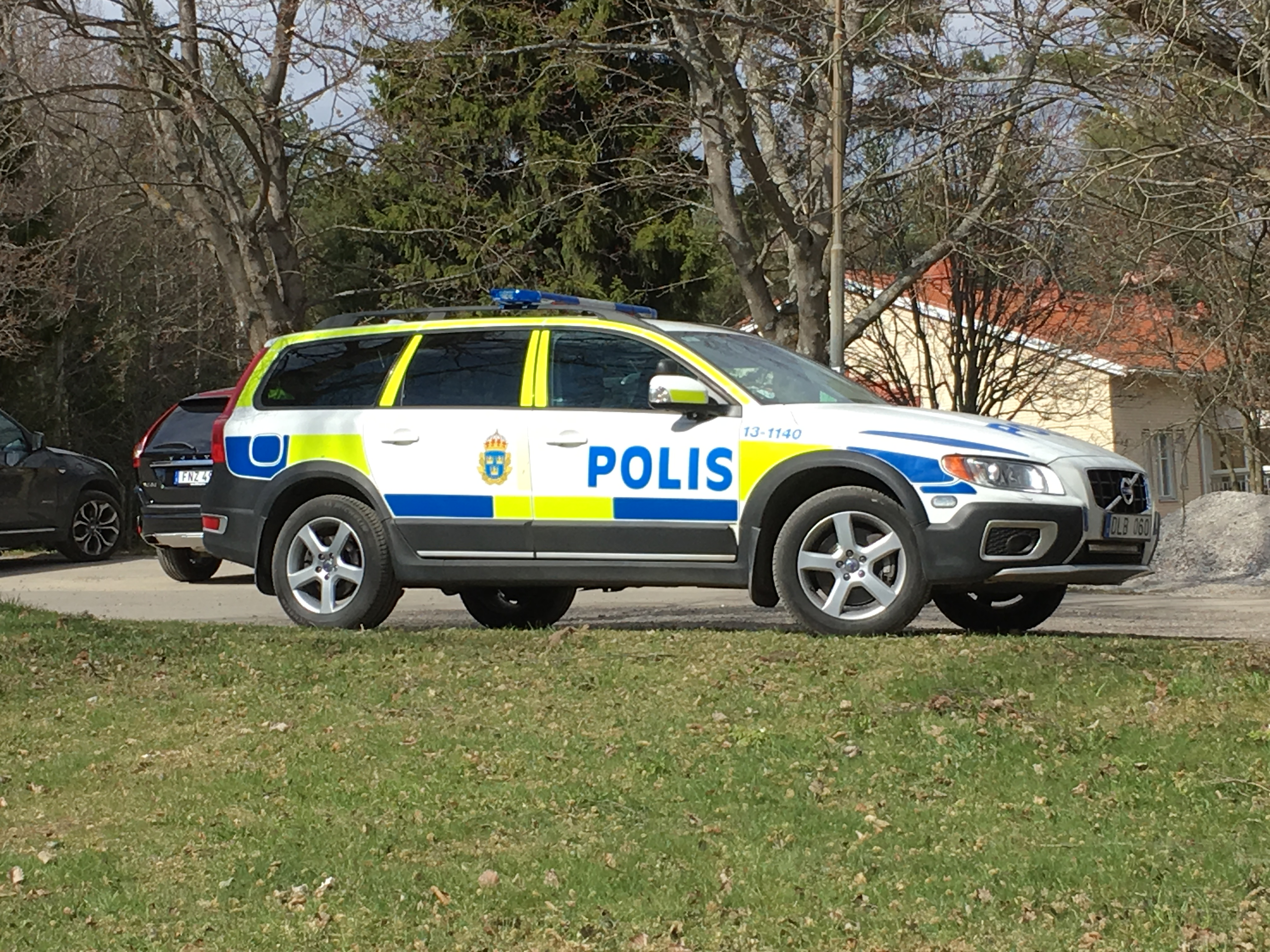
Svensk polisbil av typen Volvo XC70.

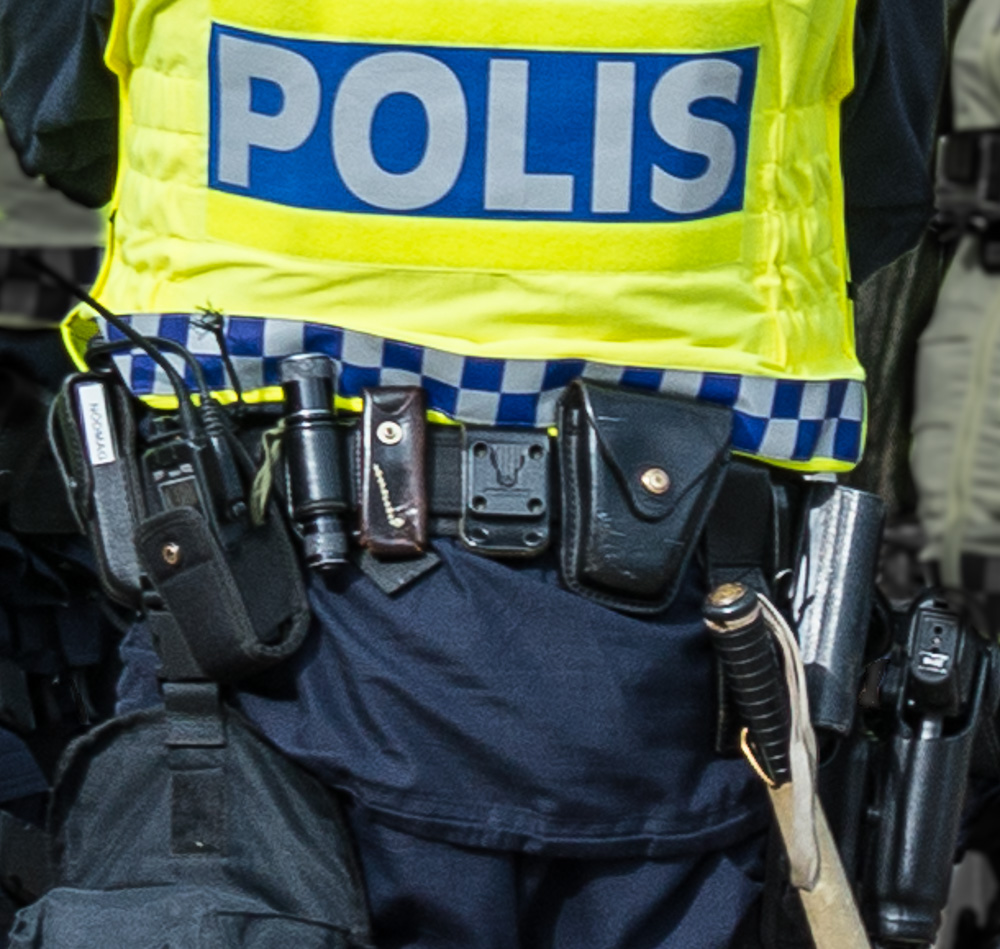
Polisutrustning i bälte, sett bakifrån.

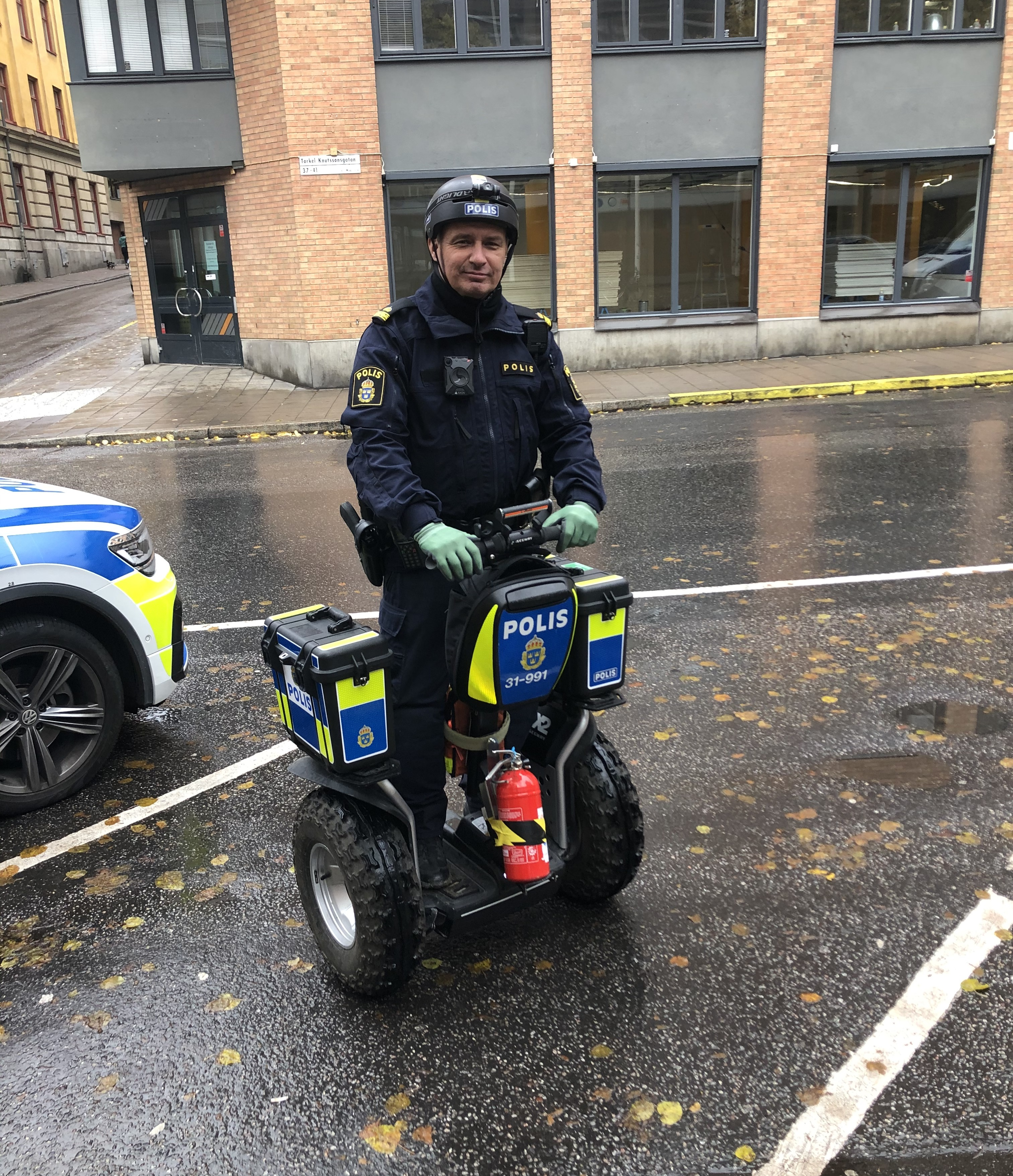
En segwaypolis i Stockholm.

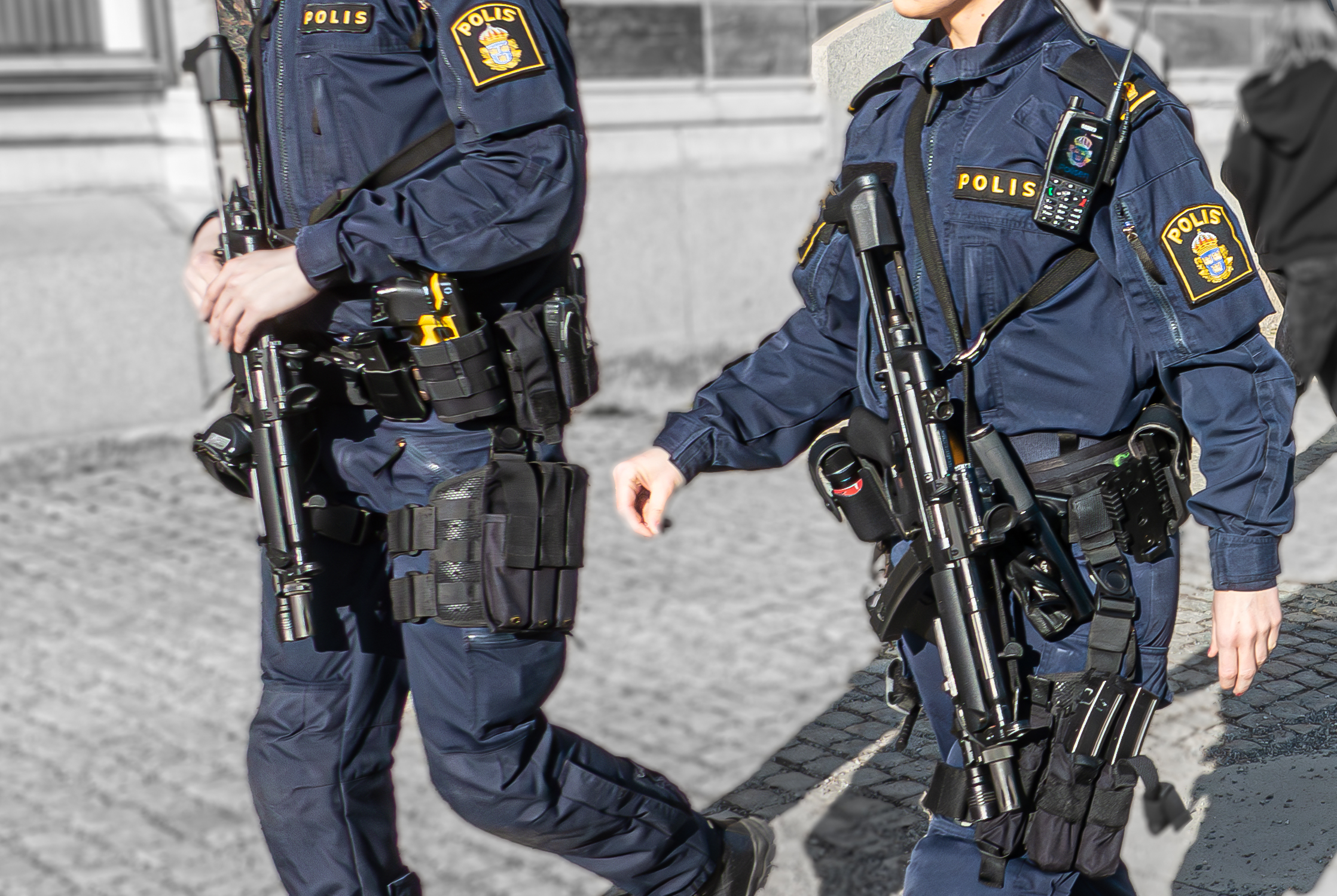
Polisens förstärkningsvapen Heckler & Koch MP5.

Svenska polisen använder många olika typer av fordon, bland annat:
- Volvo V70
- Volvo XC70
- Volvo V90
- Volvo V90 Cross Country
- Volvo XC60 II
- Saab 9-5 kombi
- Volkswagen Transporter
- Volkswagen Caravelle
- Volkswagen Passat Alltrack
- Volkswagen Tiguan Allspace
- Volkswagen Crafter
- Volkswagen Touareg
- Mercedes-Benz E-klass
- Mercedes-Benz Sprinter
- Ford Tristar TSE 350 SD

### Övrig utrustning
Samtliga poliser i yttre tjänst har ett utrustningsbälte runt midjan, alternativt utrustningsväst och benhölster, där man har sin tjänstepistol av fabrikatet Glock (oftast Glock 45), extra magasin, expanderbar batong, handfängsel, kommunikationsradio av märket Sepura, mobiltelefon, pepparspray, nycklar och handskar.  
Utöver det har man en insatsväska där man har tilläggsutrustning som är bland annat skyddsmask 90, hjälm, benskydd och tyngre ballistisk skyddsväst.  
Polisens pistolammunition byttes 2003 från den icke-expanderande Norma till en dumdumkula av fabrikat Speer Bullets (Speer gold dot), vilken expanderar i kroppen efter träff.
Fram till 2023 användes pistoler av fabrikatet SIG Sauer som polisens tjänstevapen, därefter övergick huvudbeväpningen till Glock, huvudsakligen Glock 45 9mm som används av de flesta funktioner i yttre tjänst, samt ett antal andra Glock-modeller för övriga funktioner med särskilda behov.  
Som förstärkningsvapen använder polisen i Sverige den tyska kulsprutepistolen Heckler & Koch MP5. Vid polisens insatsenheter finns även tyngre förstärkningsvapen av typ LWRC M6IC. 
Från och med 2023 har de allra flesta poliser i yttre tjänst försetts med kroppsburna kameror av modellerna Avigilon VB400 och Axon Body 2.
Från och med 2023 och 2024 har samtliga poliser i yttre tjänst börjat utrustas med elchockvapen av modellen Axon TASER 7, detta efter ett tidigare pilotprojekt där ett antal poliser i Stockholm utrustades med elchockvapnet. Först ut var de regionala insatsstyrkorna som utrustades med elchockvapnet redan 2023. Senast den 31 december 2024 ska alla poliser i yttre tjänst ha tillgång till elchockvapen.

#### Intern radiokommunikation
Polisen använder ett radiosystem vid namn RAKEL som är digitalt och krypterat. Polisen gjorde de första testerna med RAKEL i april 2006. 
RAKEL är helt omöjligt att avlyssna med en polisscanner/polisradio som går att köpa i teknikaffärer.

#### Extern kommunikation
Genom ökad närvaro på sociala medier, både nationellt och lokalt, når polisen ut med sin information och får in tips och vittnesuppgifter för att kunna lösa specifika brott.

## Polisrollen

### Tjänstegrader

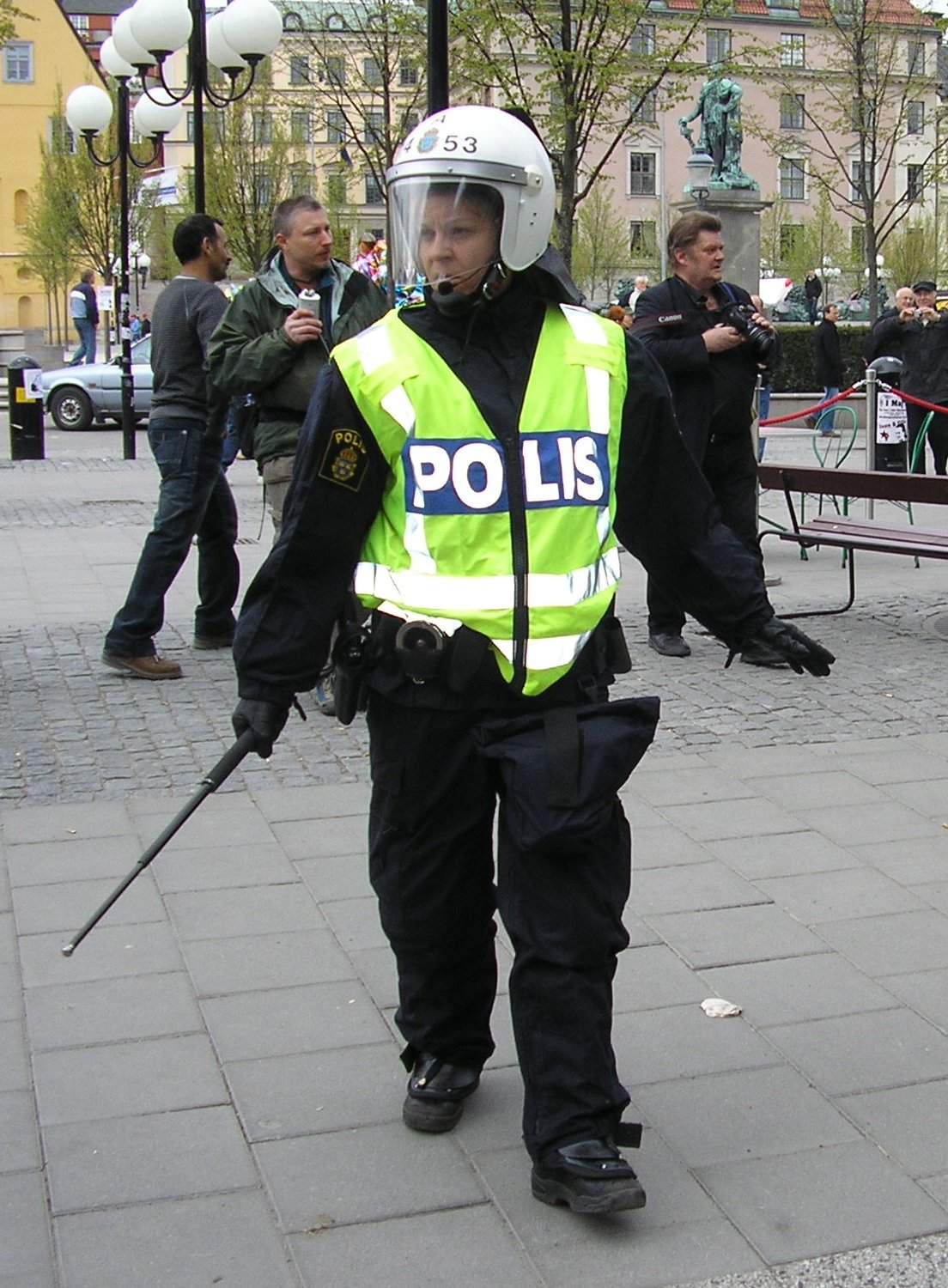
Kravallutrustad polis i yttre tjänst, 2007.

Beteckningen som visar en polis tjänstegrad bärs på polisuniformens axelparti i form av axelklaffar. Tjänstegraden visar vilken position i hiearkin en polis har, och indikerar oftast också dess lön. Från och med 2023 finns följande tjänstegrader, listade från lägsta till högsta, inom den svenska polisen:

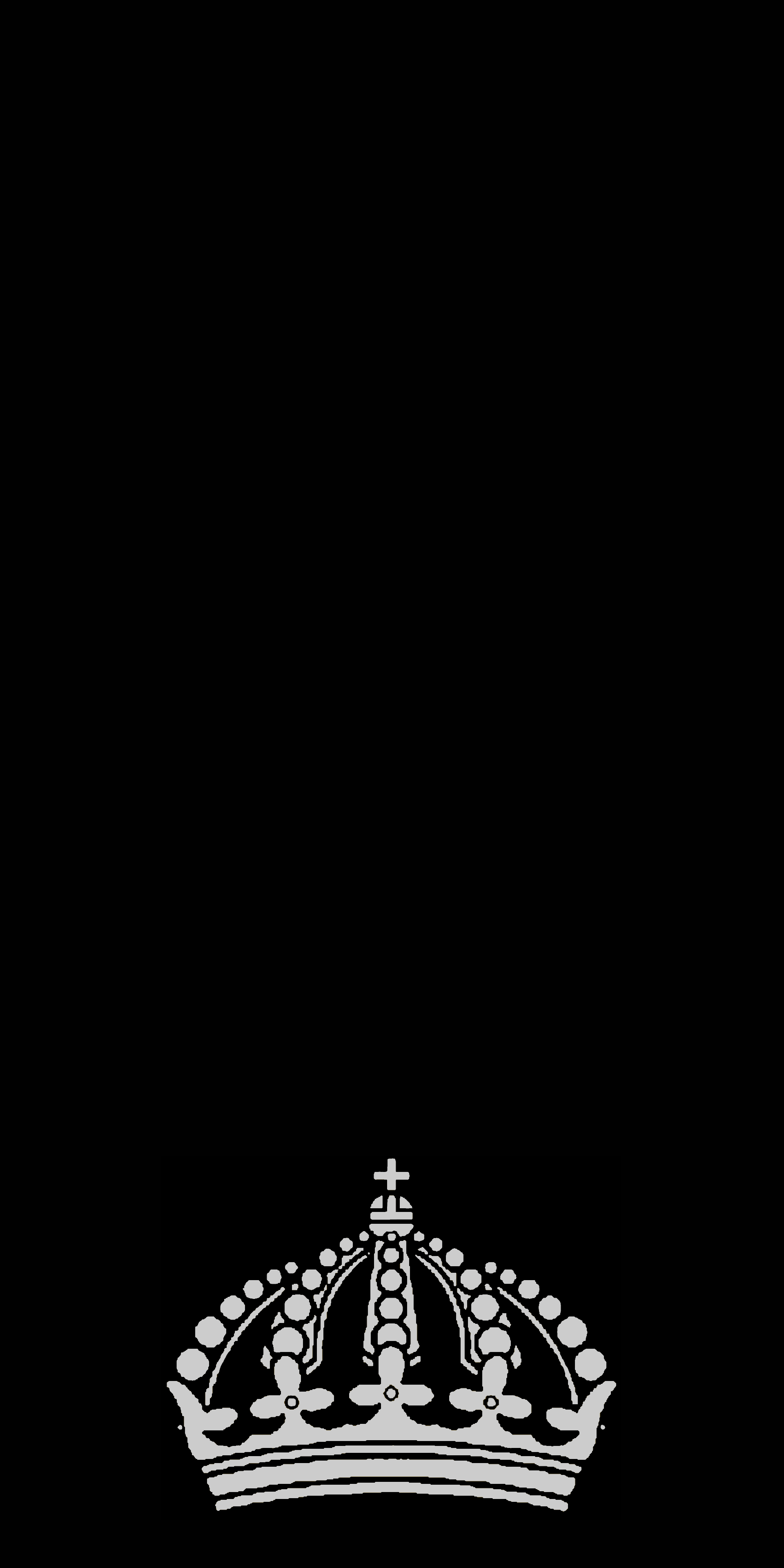
Polisaspirant (polis under aspirantutbildning)
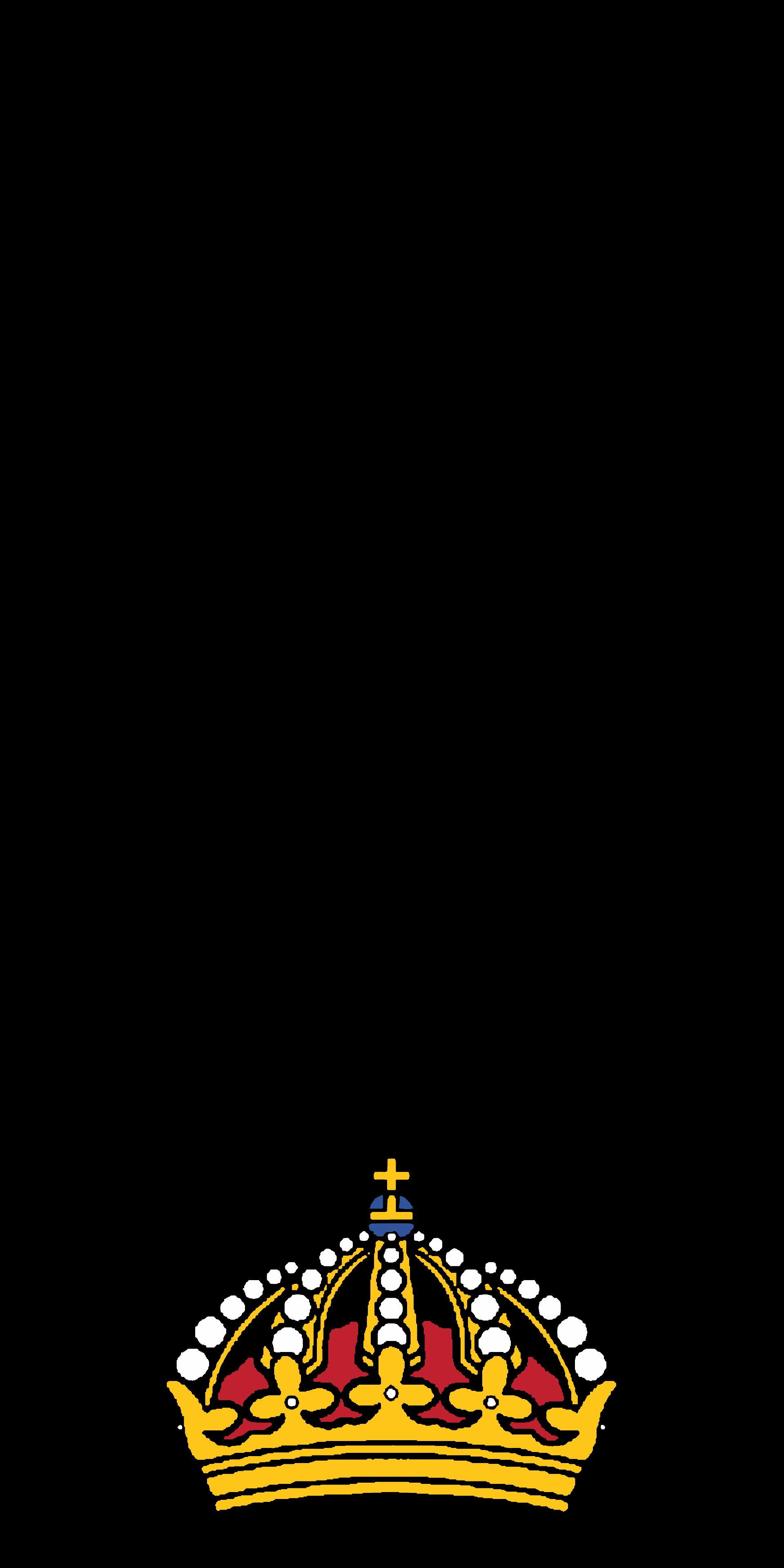
Polisassistent, <4 års anställning; medarbetarnivå 1
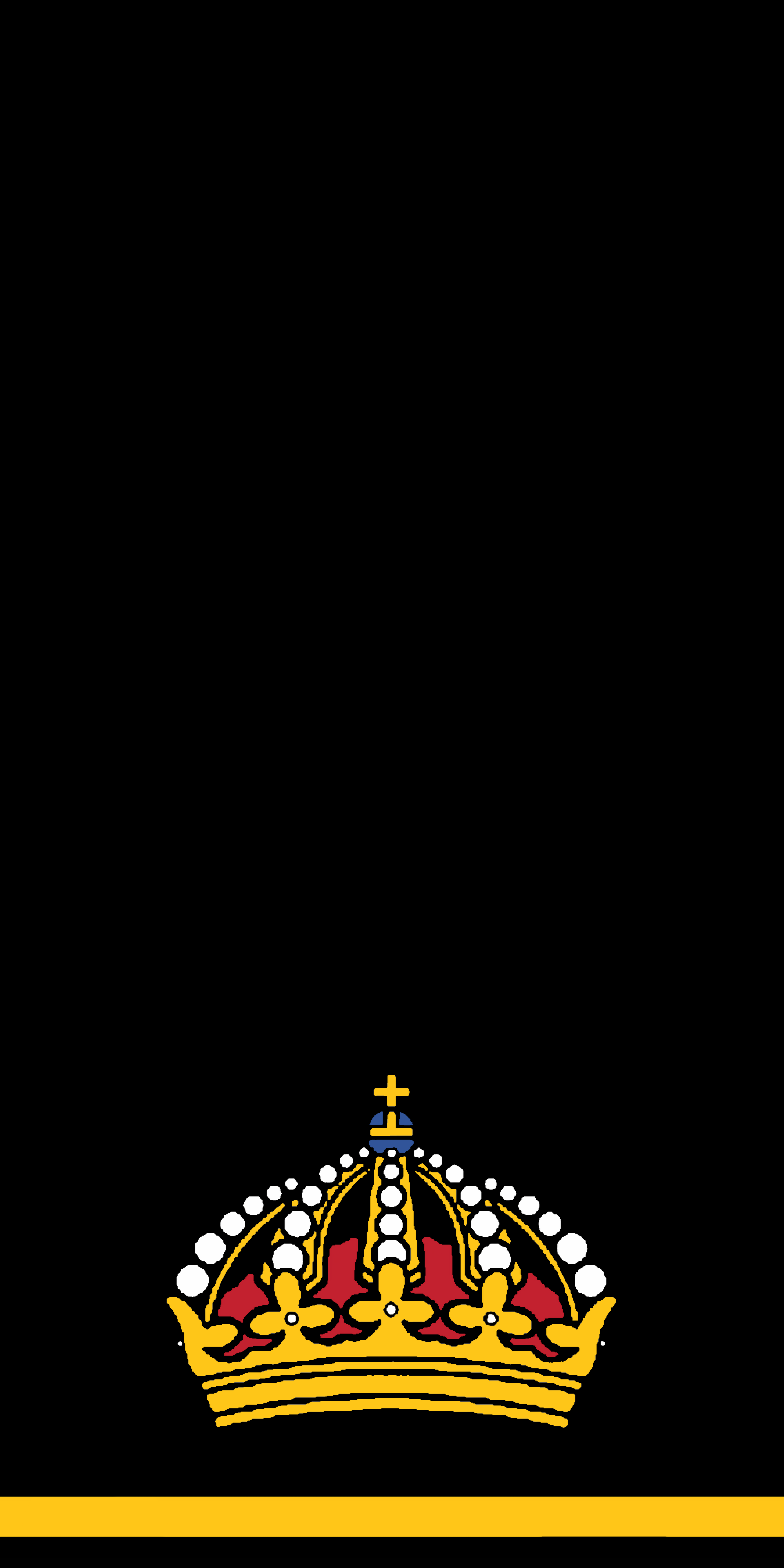
Polisassistent, >4 års anställning; medarbetarnivå 2
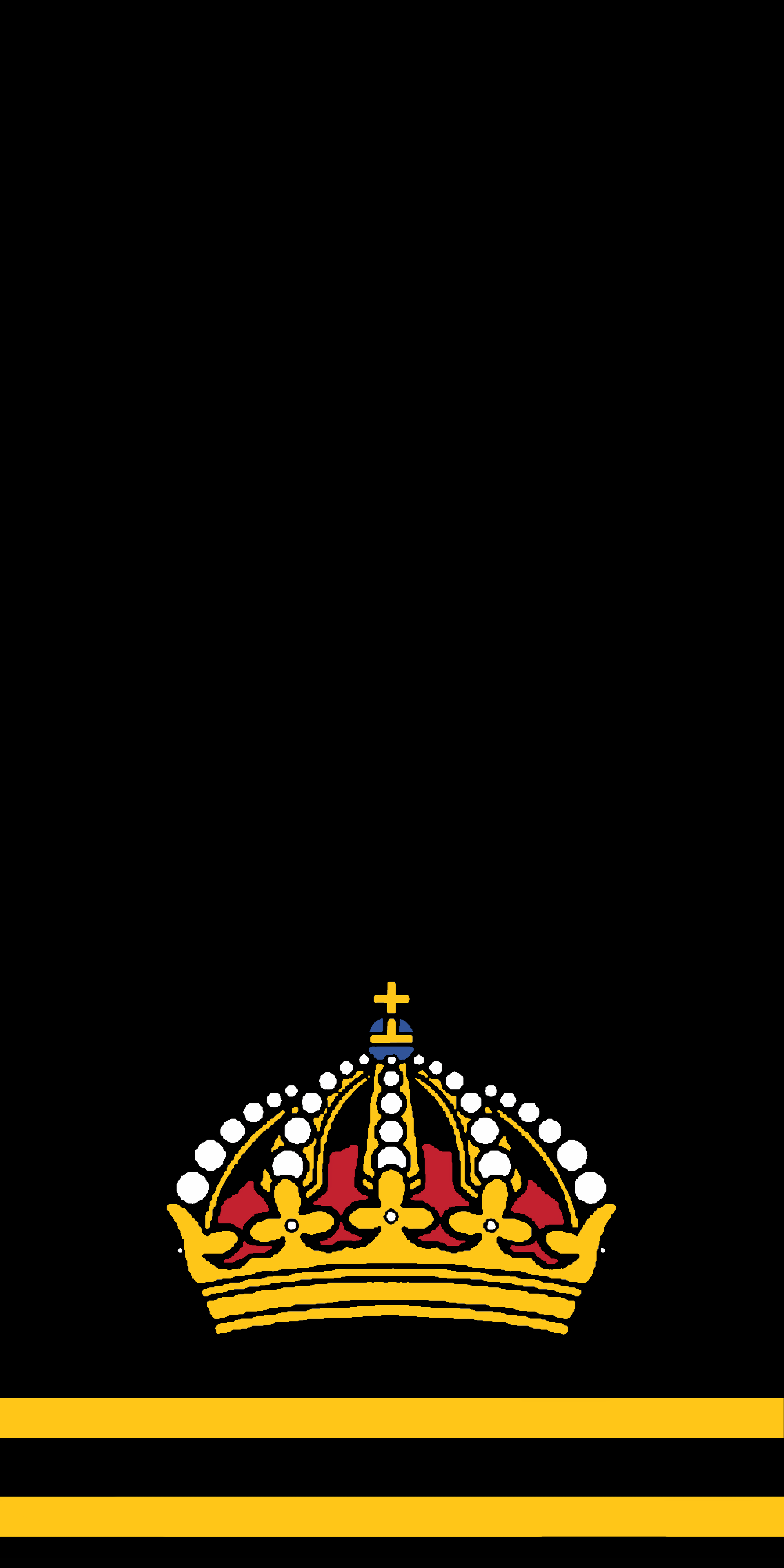
Polisassistent, medarbetarnivå 3
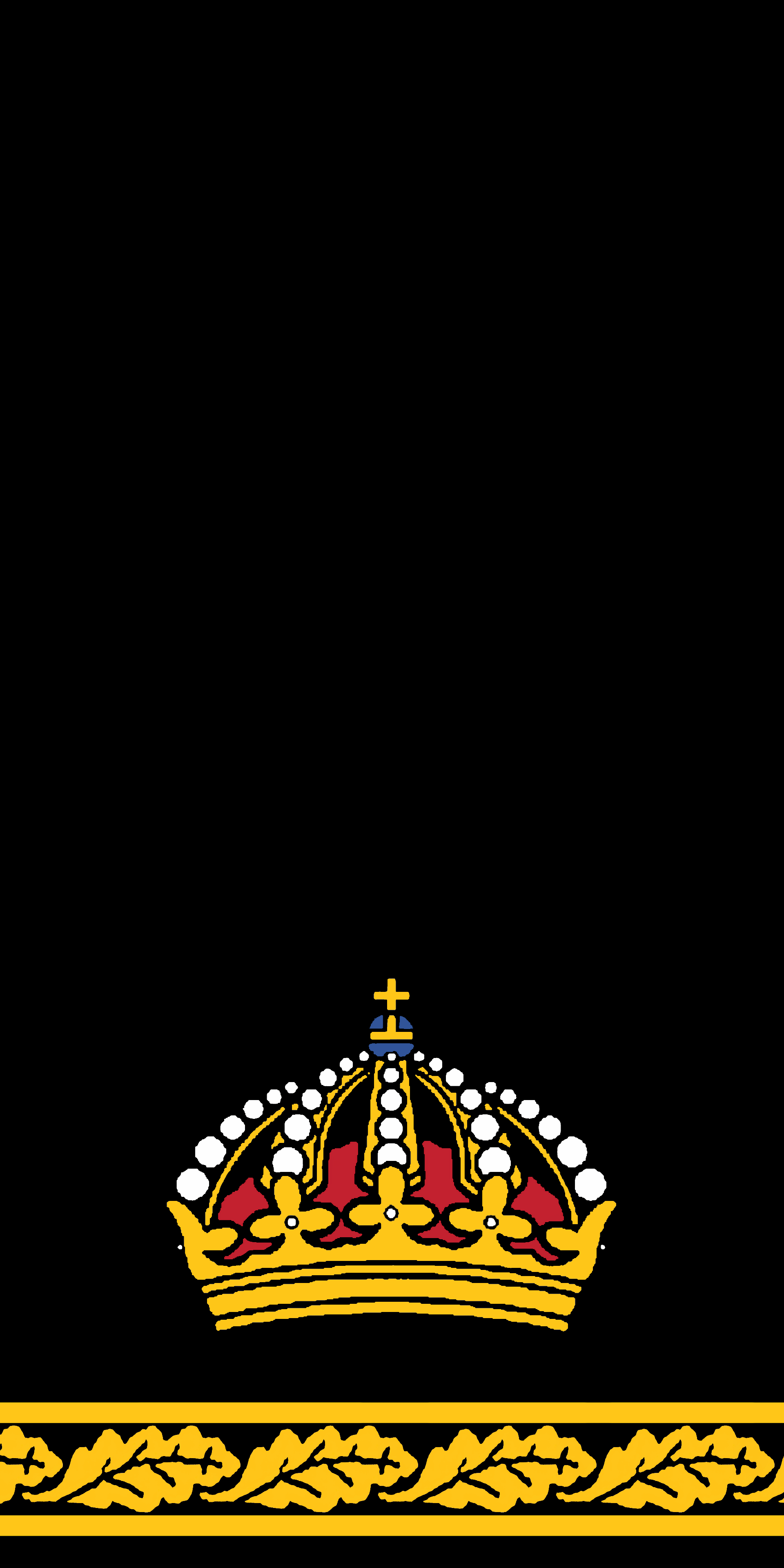
Polisassistent, medarbetarnivå 4
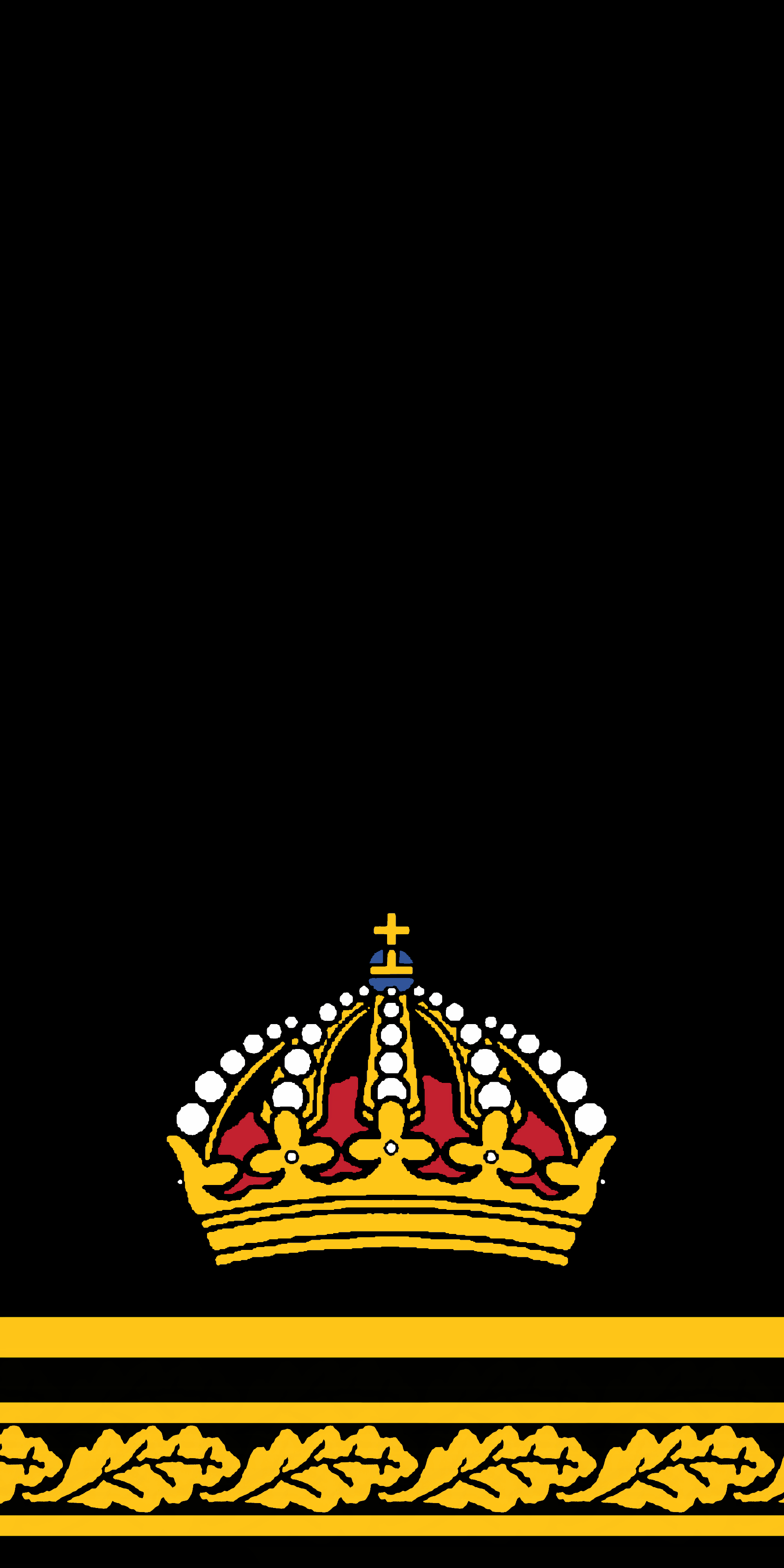
Polisassistent, medarbetarnivå 5
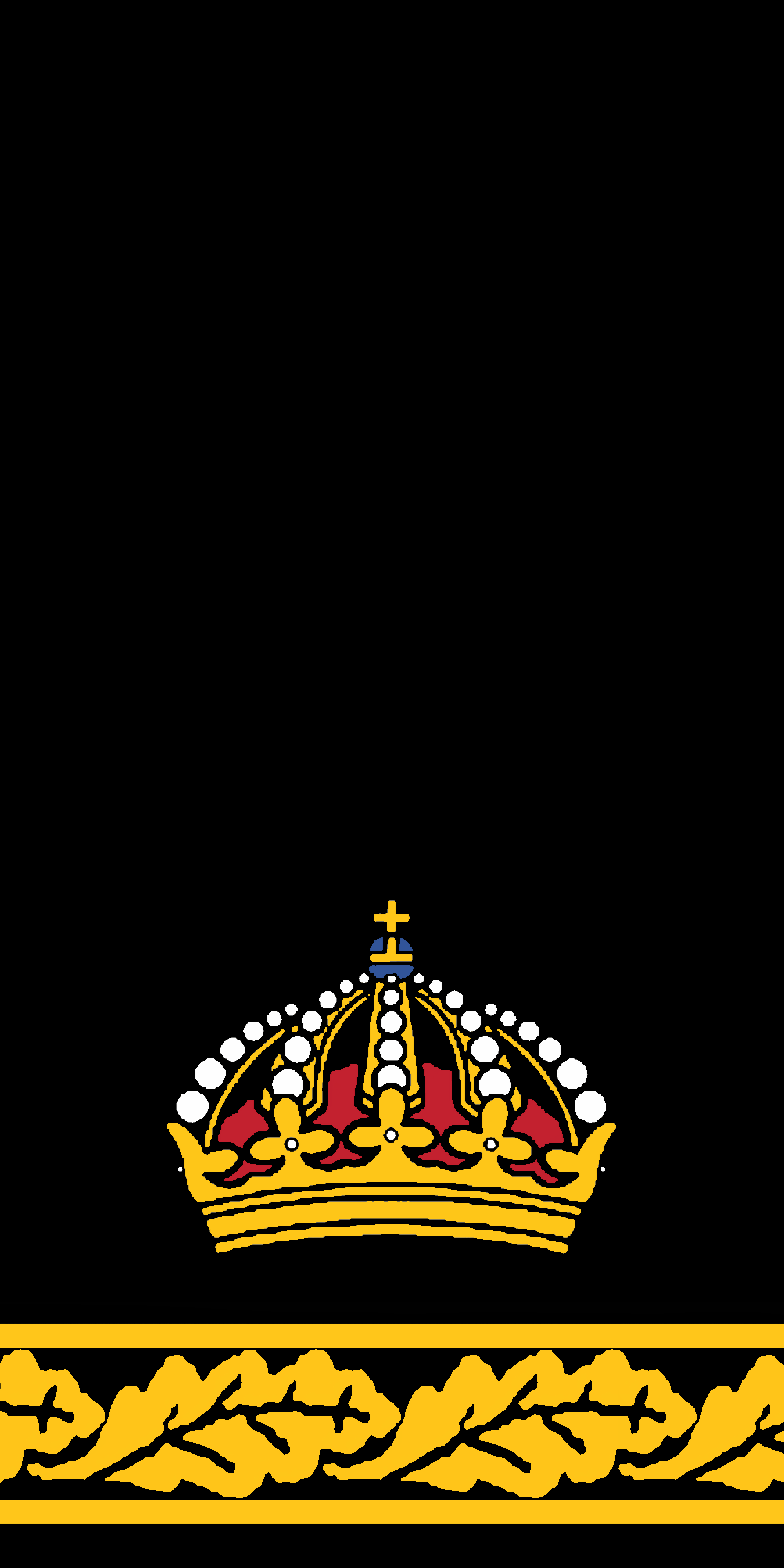
Polisinspektör
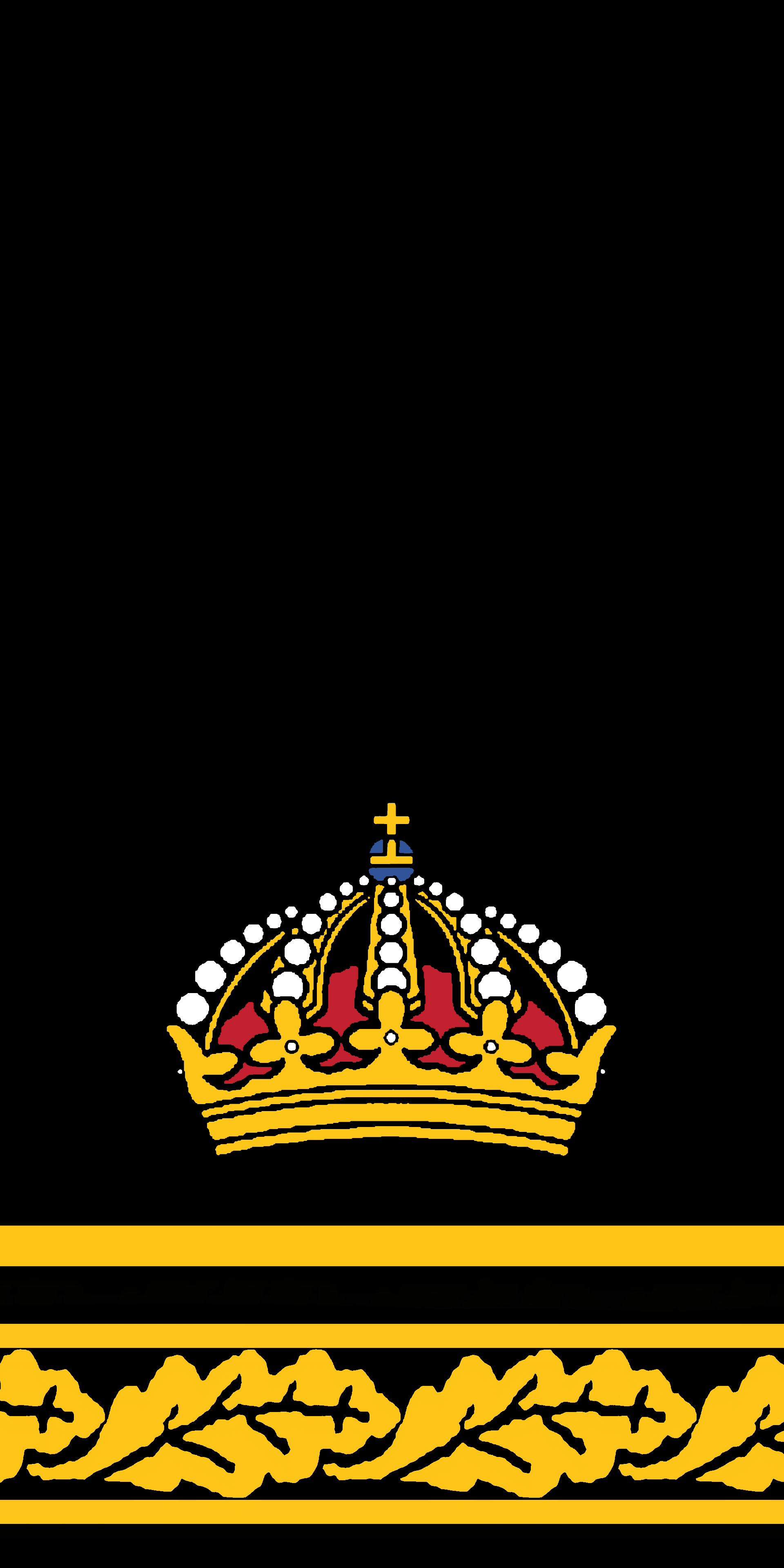
Polisinspektör, yttre befäl/arbetsledare
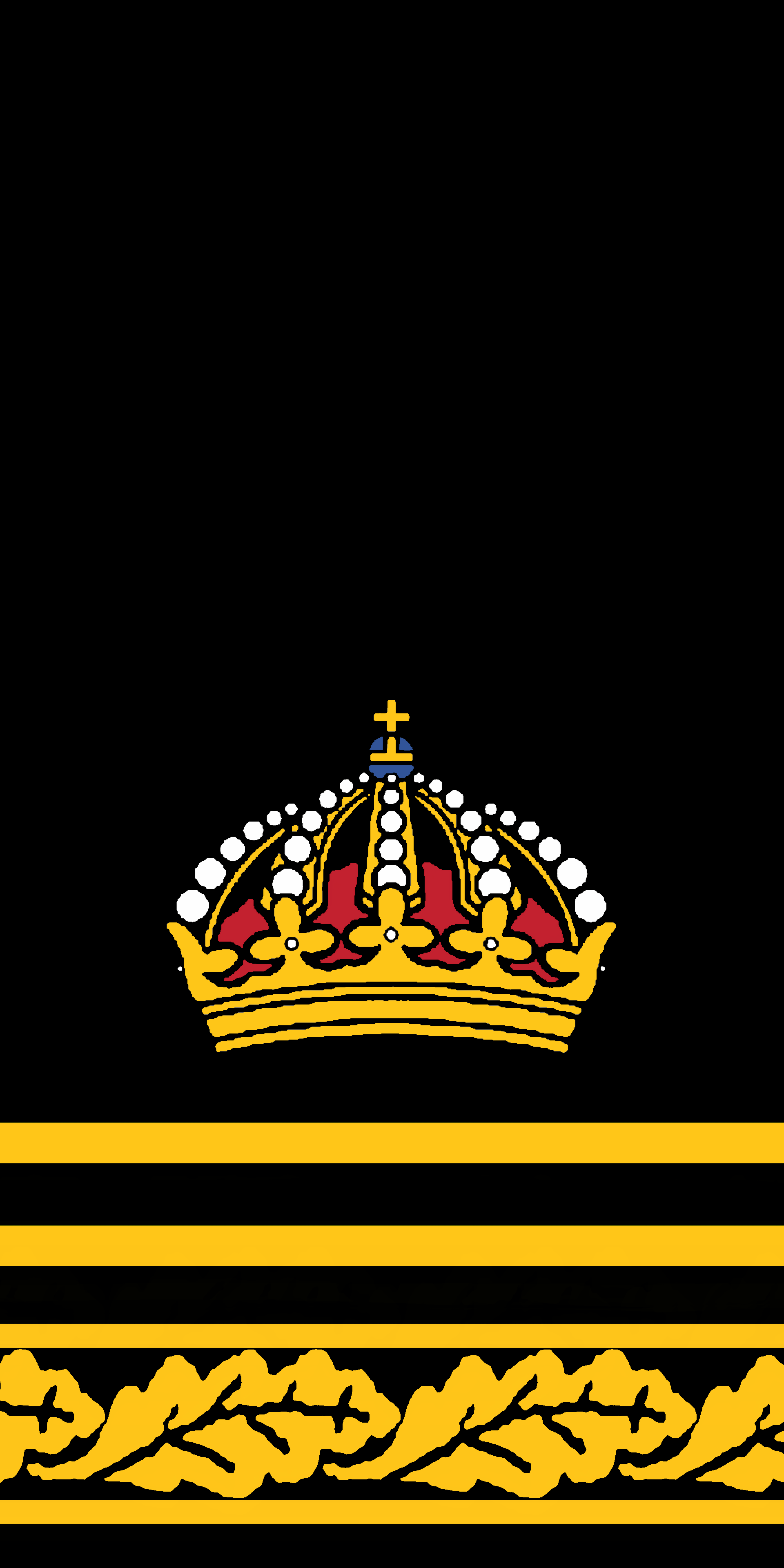
Polisinspektör, chef för grupp
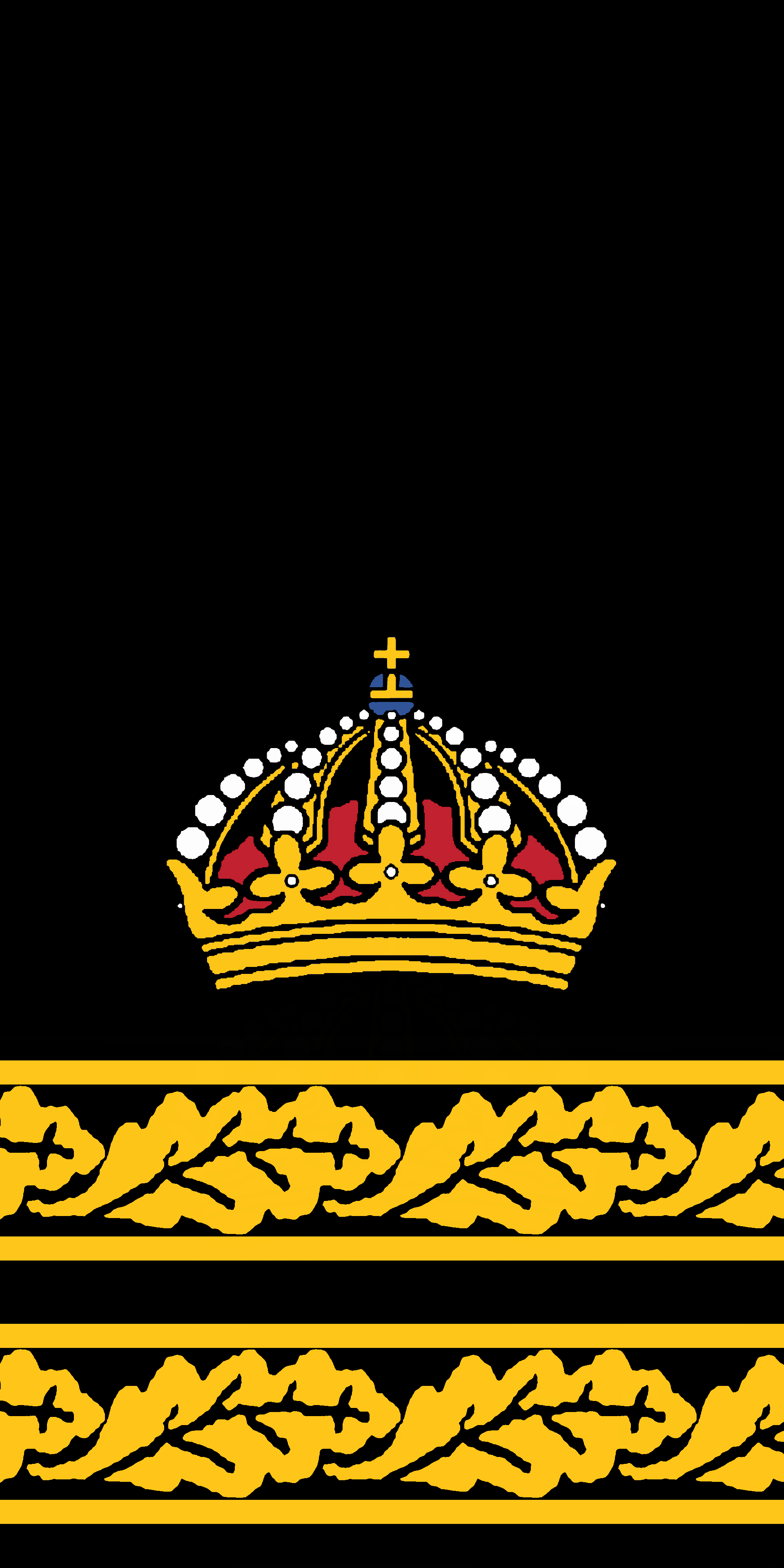
Poliskommissarie/Kriminalkommissarie
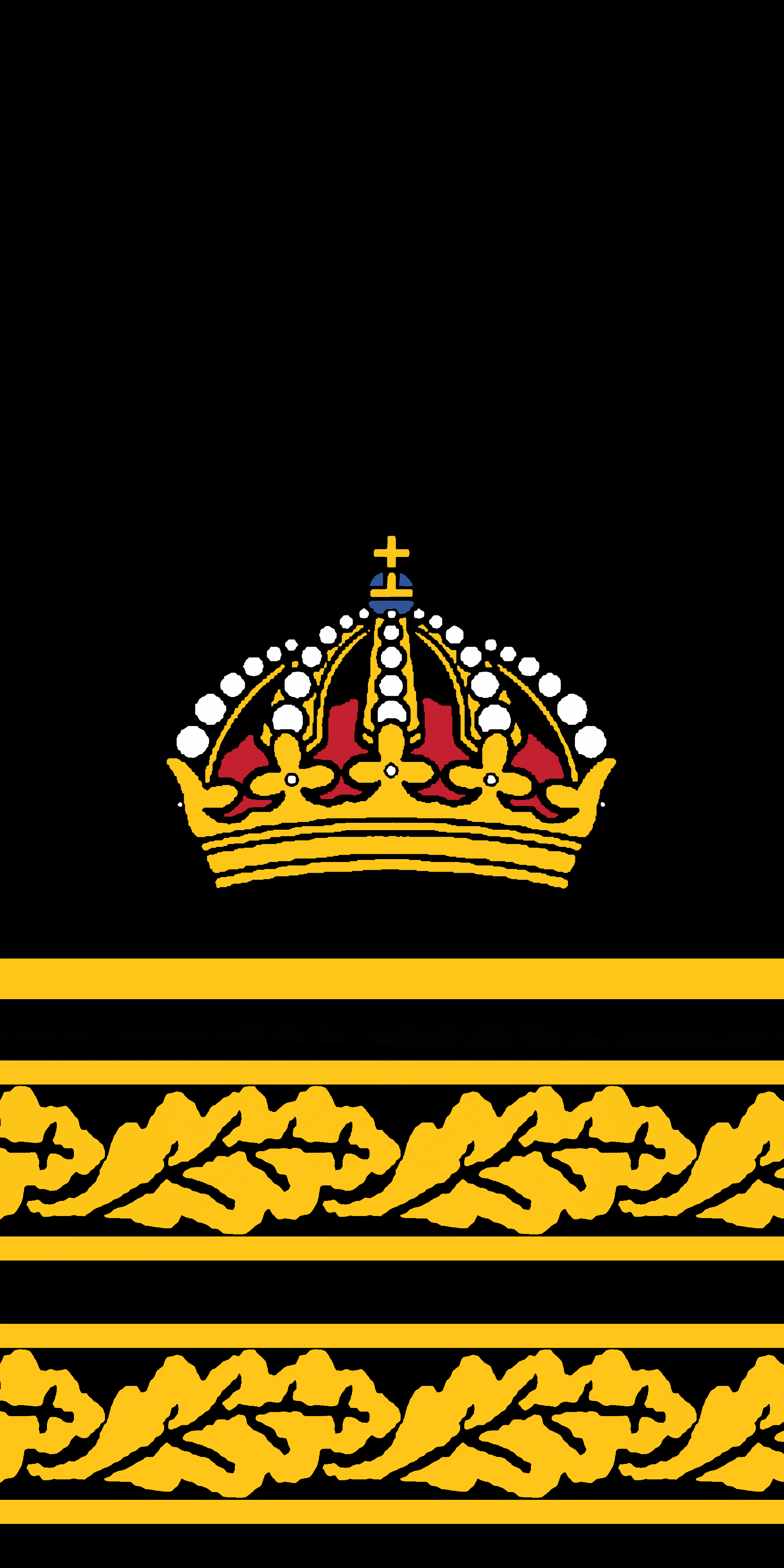
Poliskommissarie/Kriminalkommissarie, Biträdande chef på ledningsnivå 3 eller 4; Högre befäl/arbetsledare t.ex. vakthavande befäl
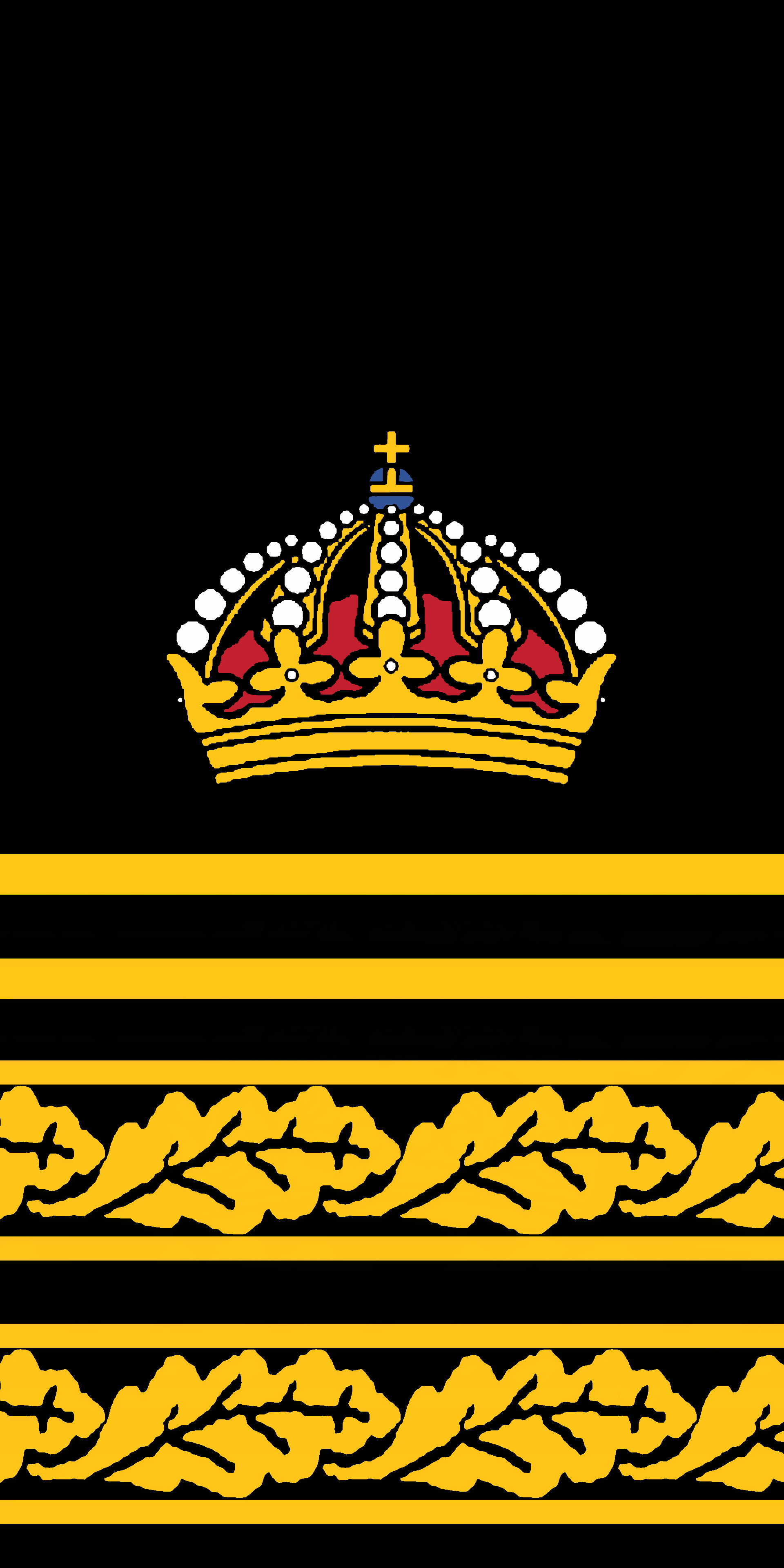
Poliskommissarie/Kriminalkommissarie, chef på ledningsnivå 3 eller 4
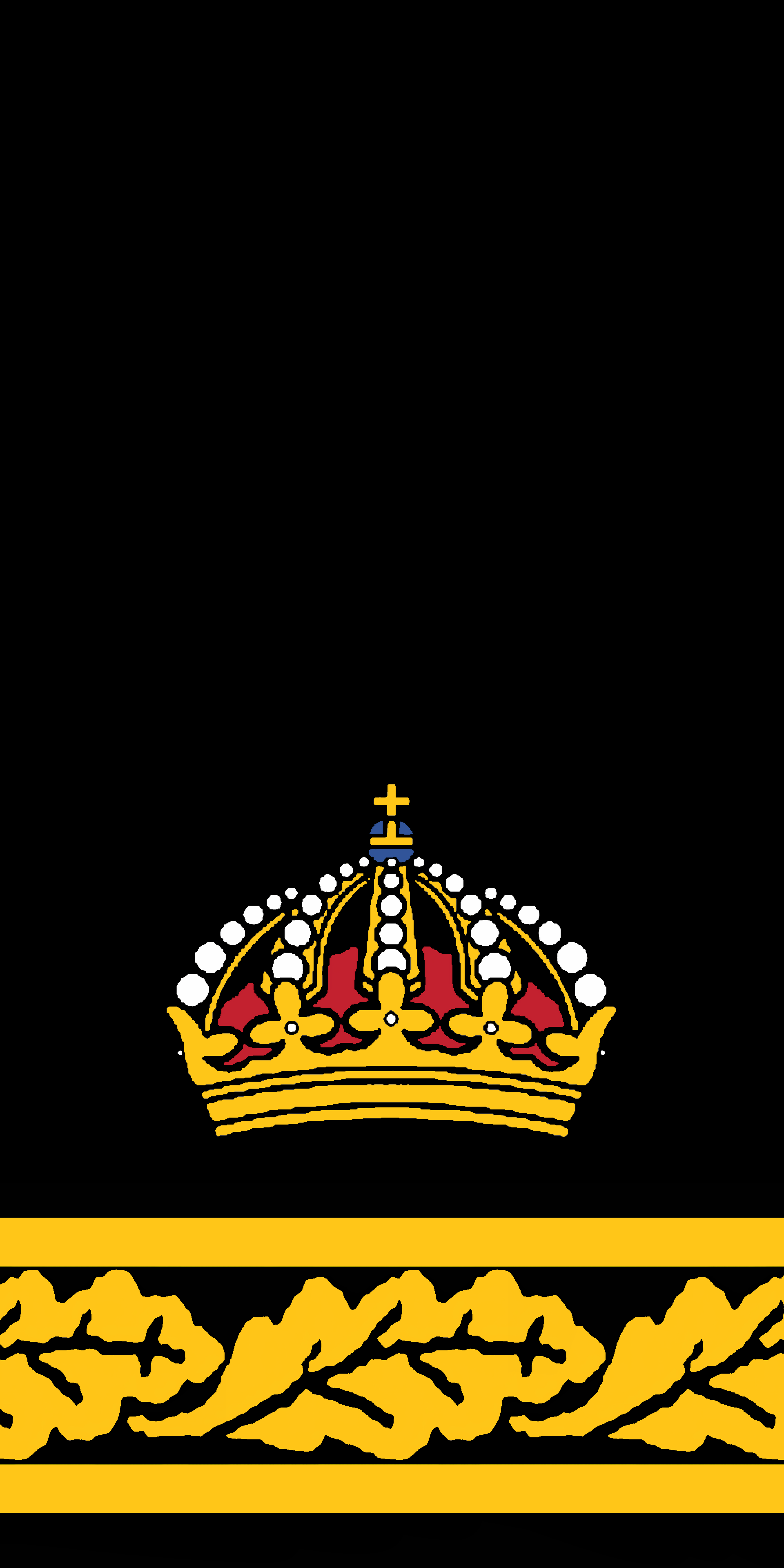
Polissekreterare
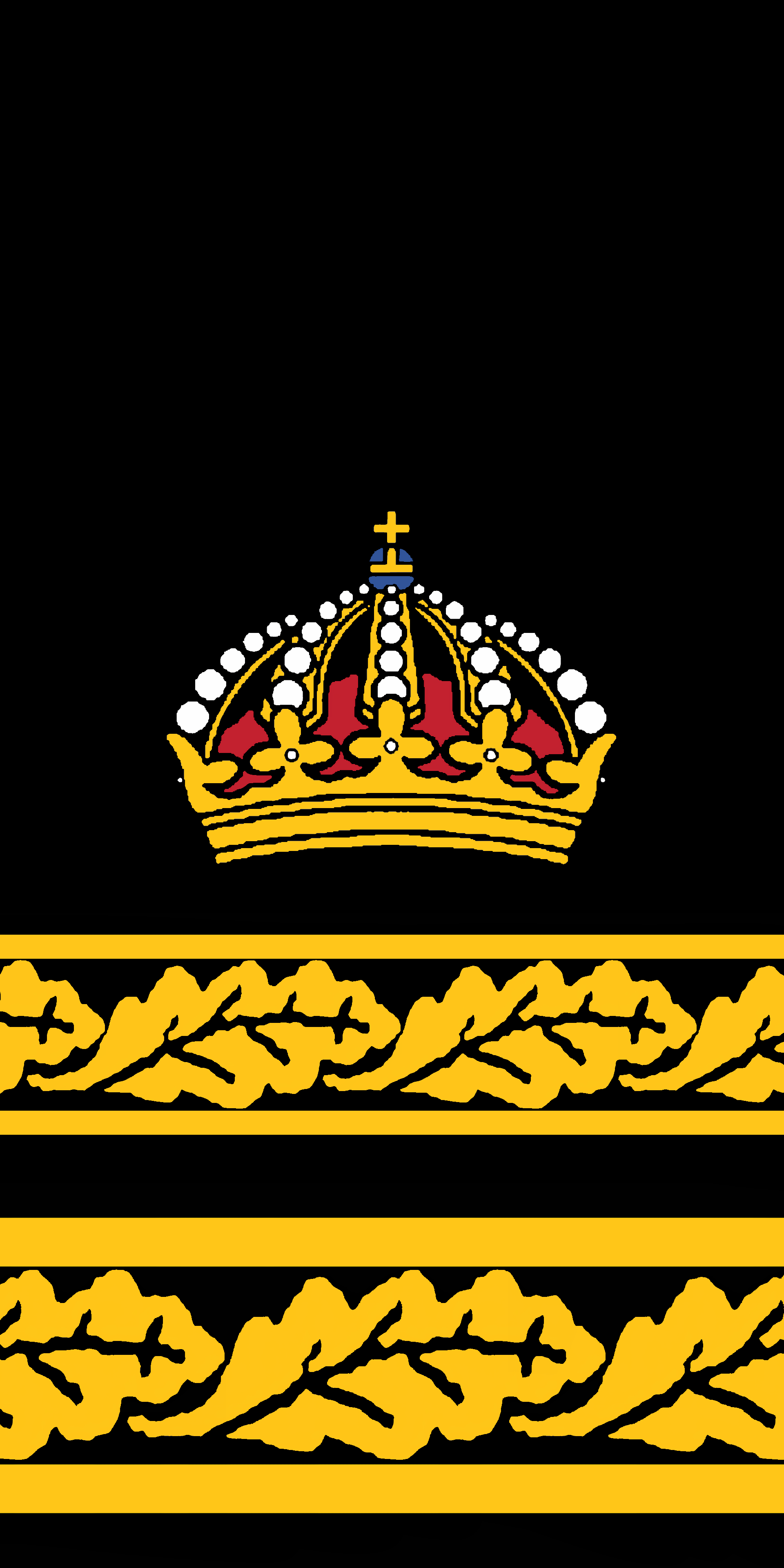
Polisintendent (chef för lokalpolisområde)
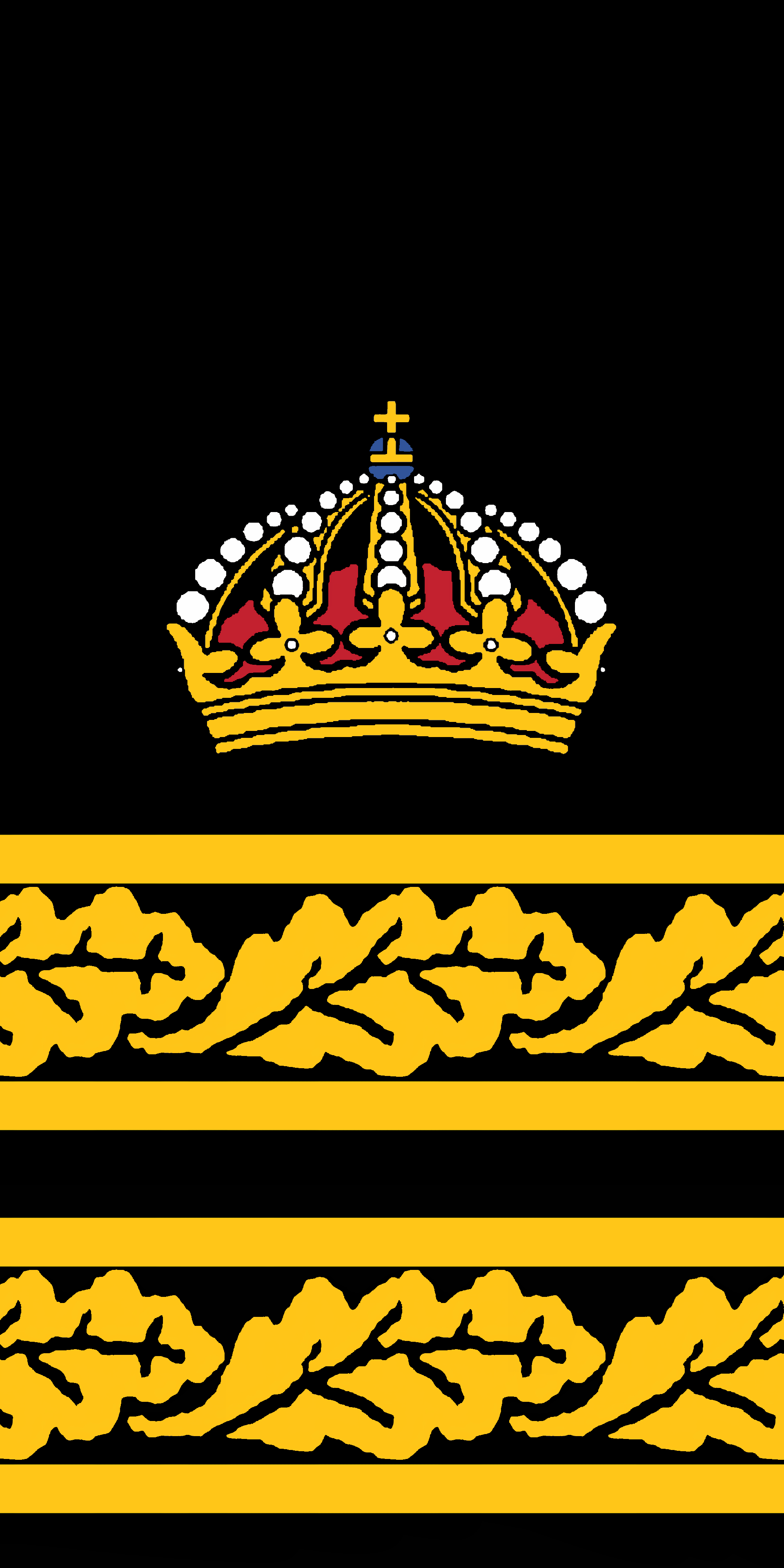
Polismästare/Polisöverintendent (chef för polisområde; enhetschef på nationella avdelningar)
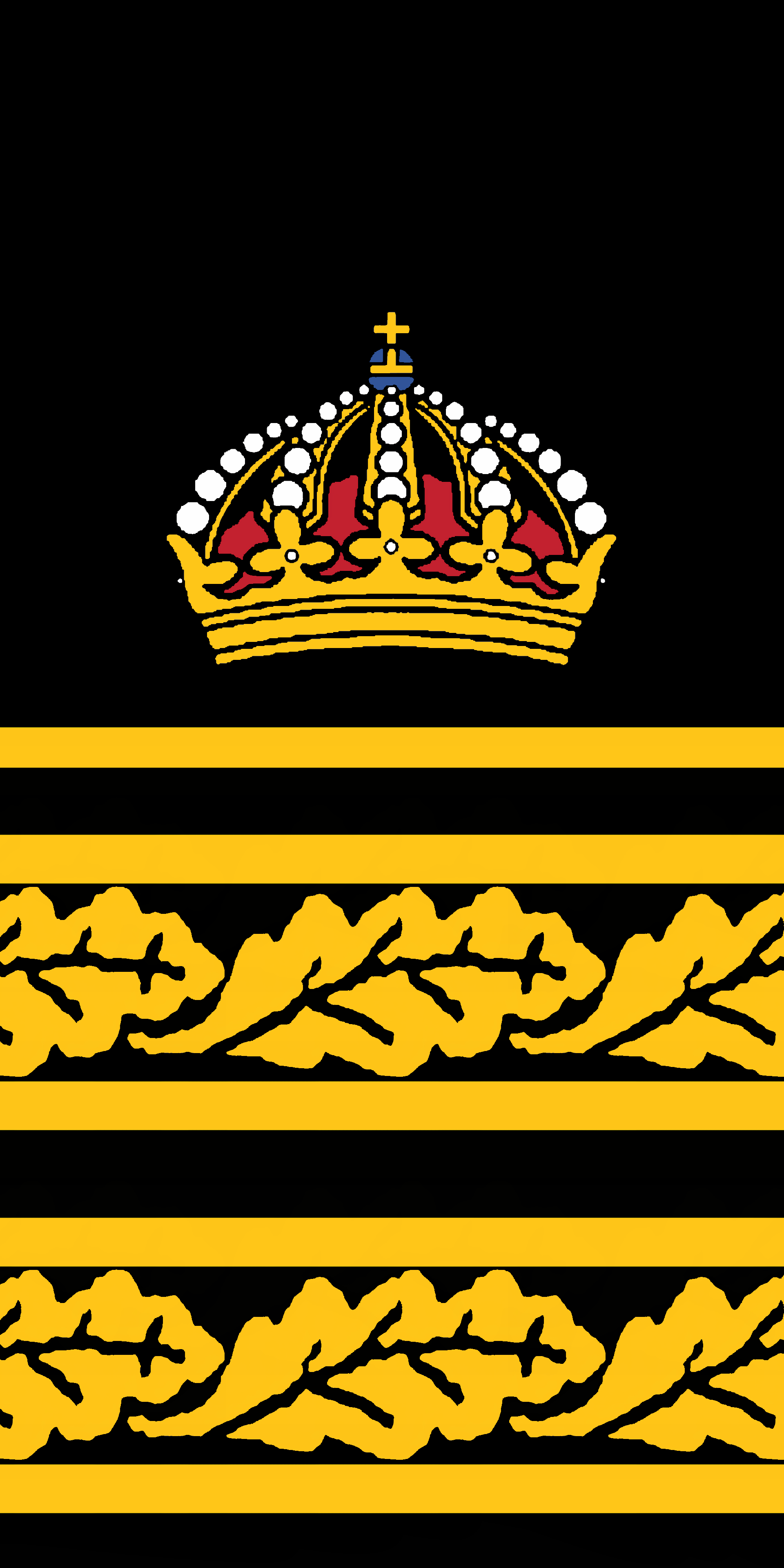
Polismästare (chef på ledningsnivå 4)
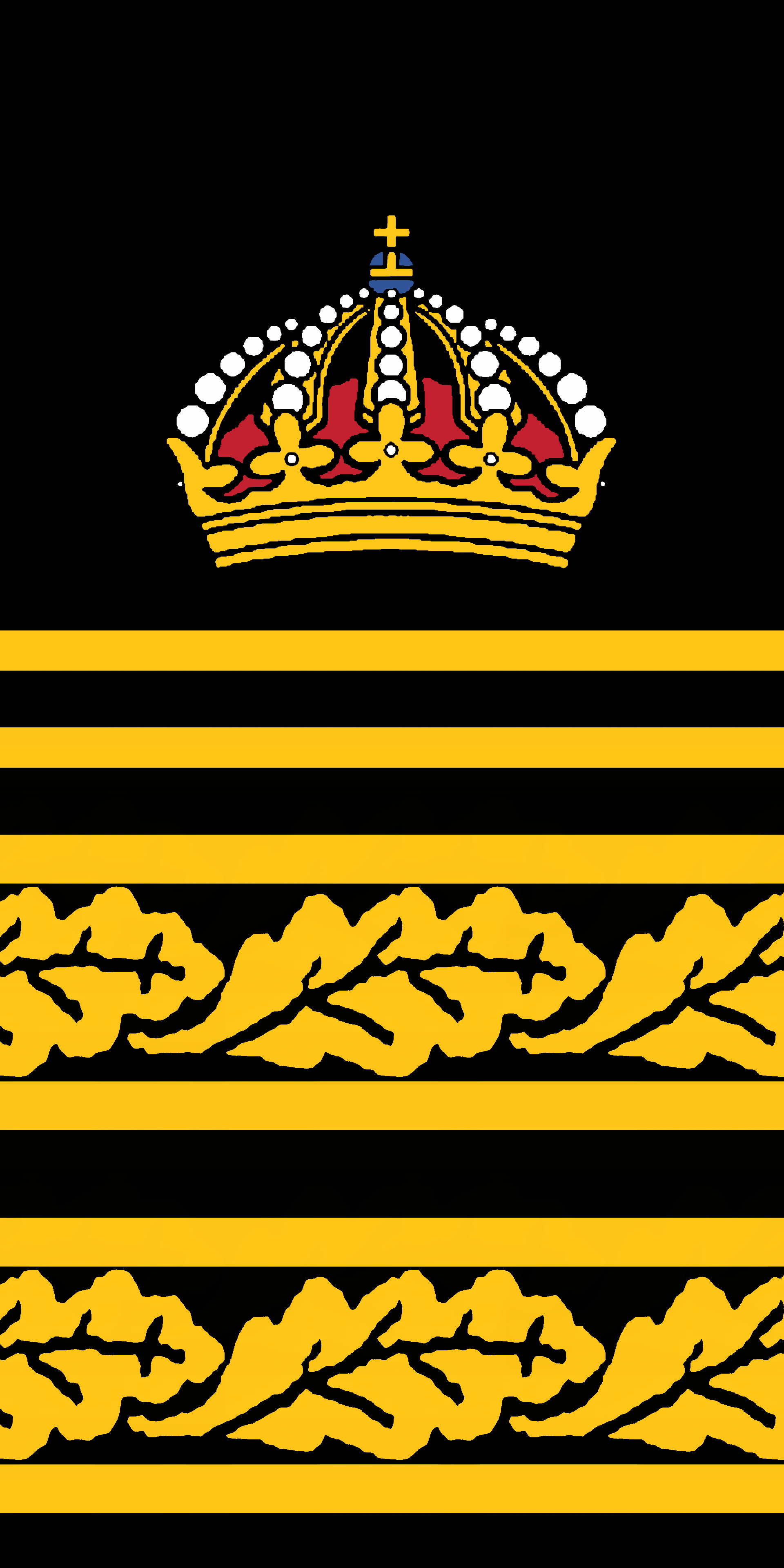
Polismästare (chef på ledningsnivå 5)
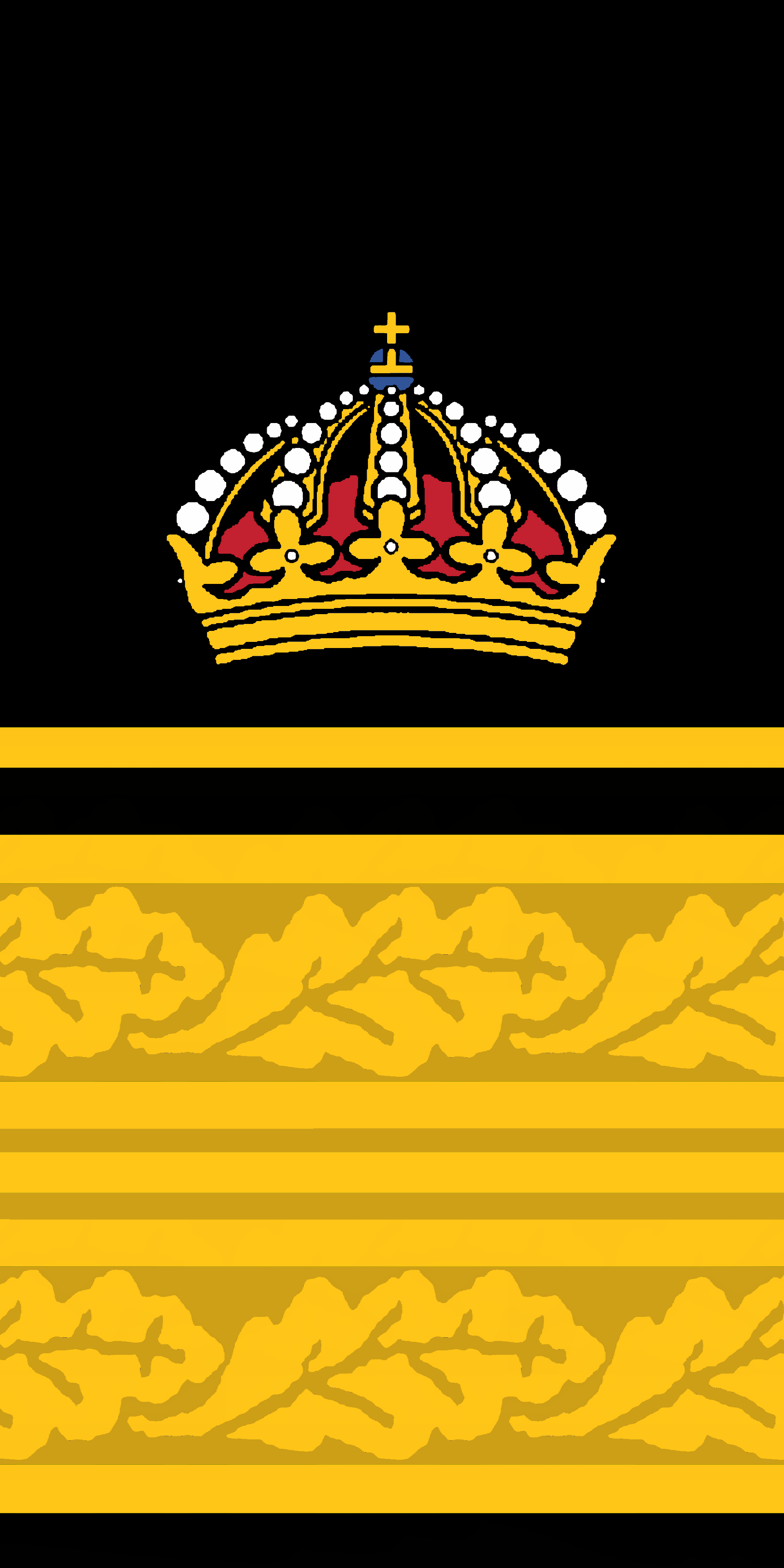
Polismästare, biträdande polisdirektör (Biträdande regionpolischef)
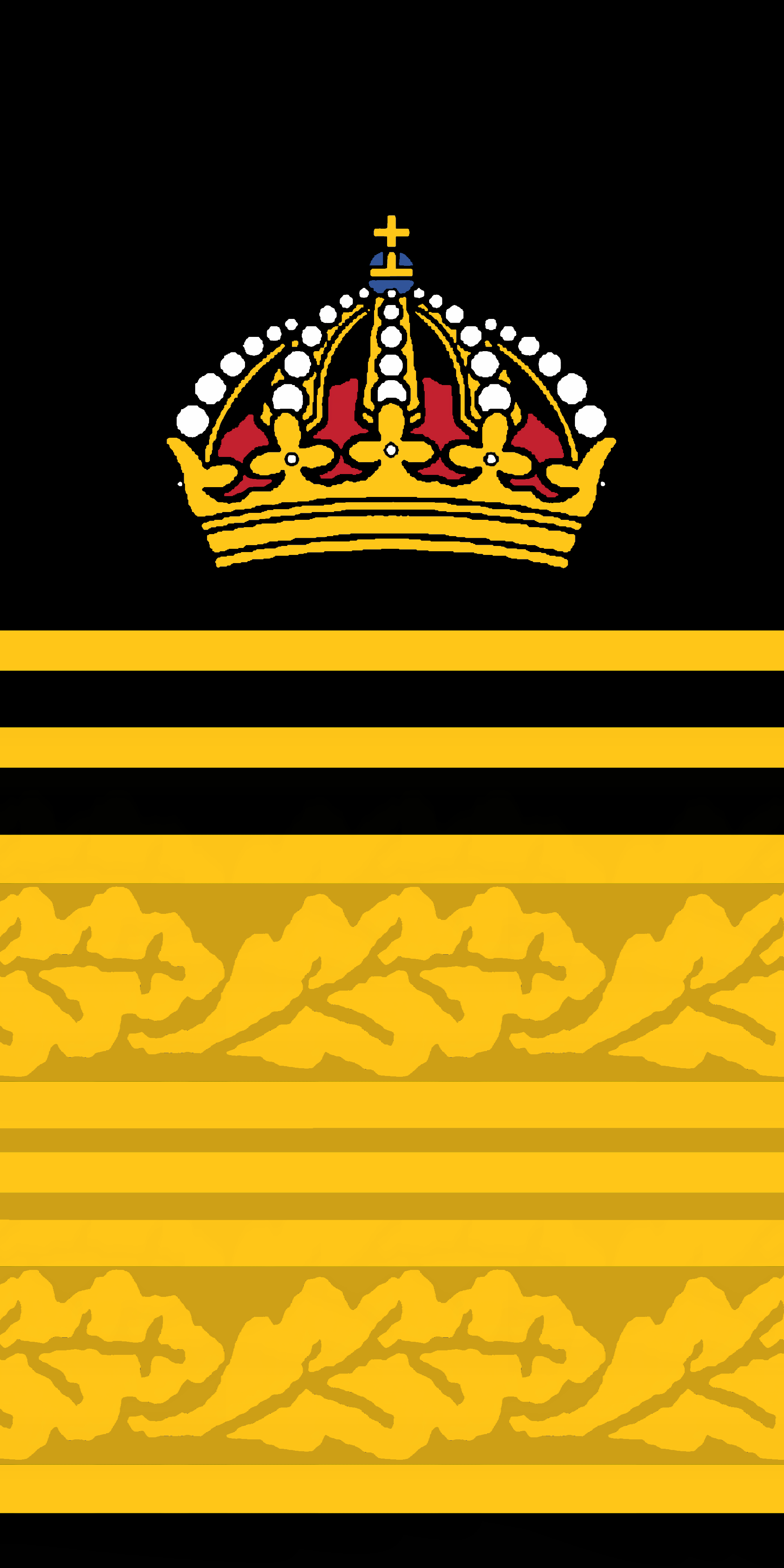
Polismästare, polisdirektör (regionpolischef)
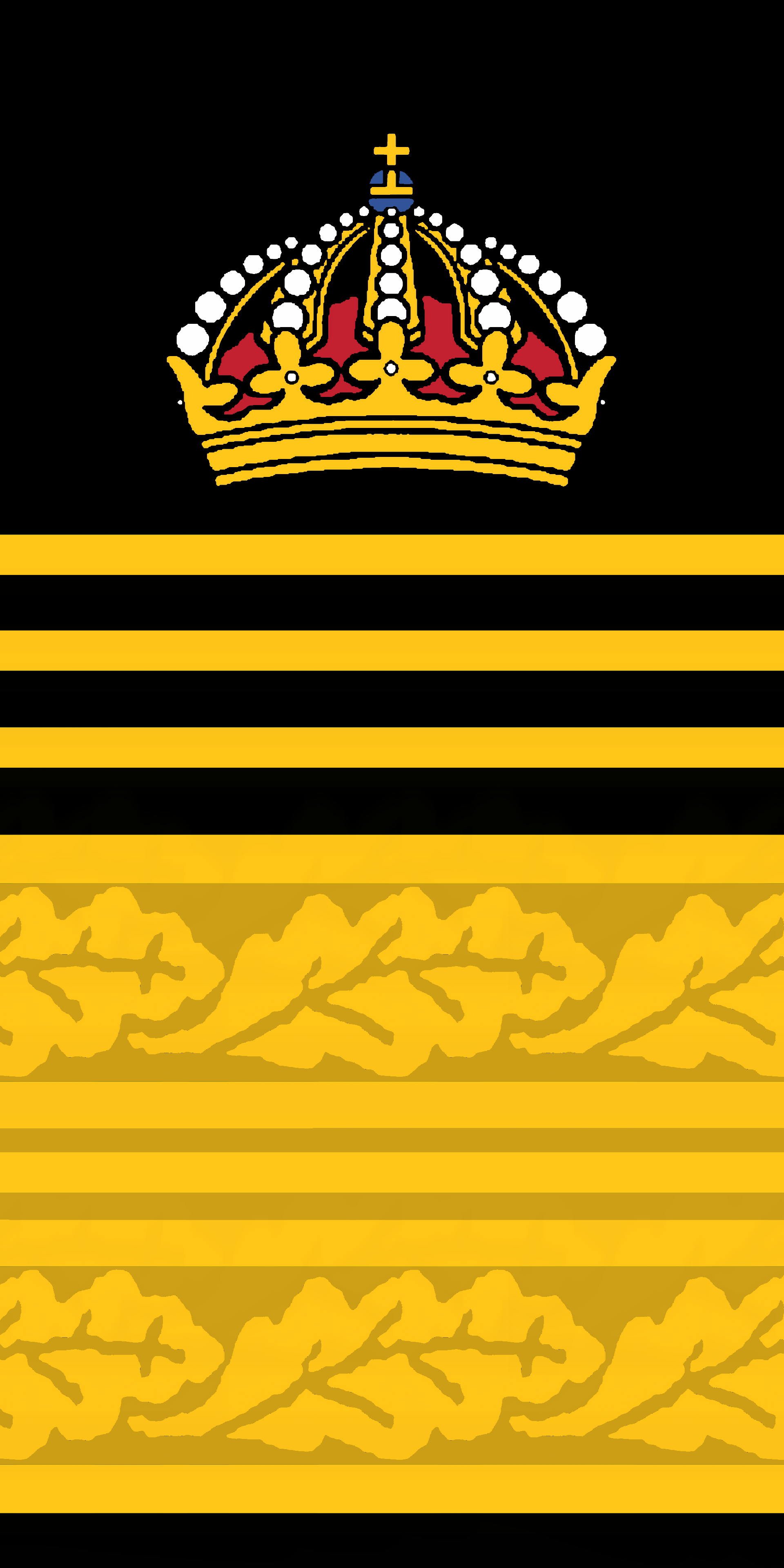
Biträdande säkerhetspolischef
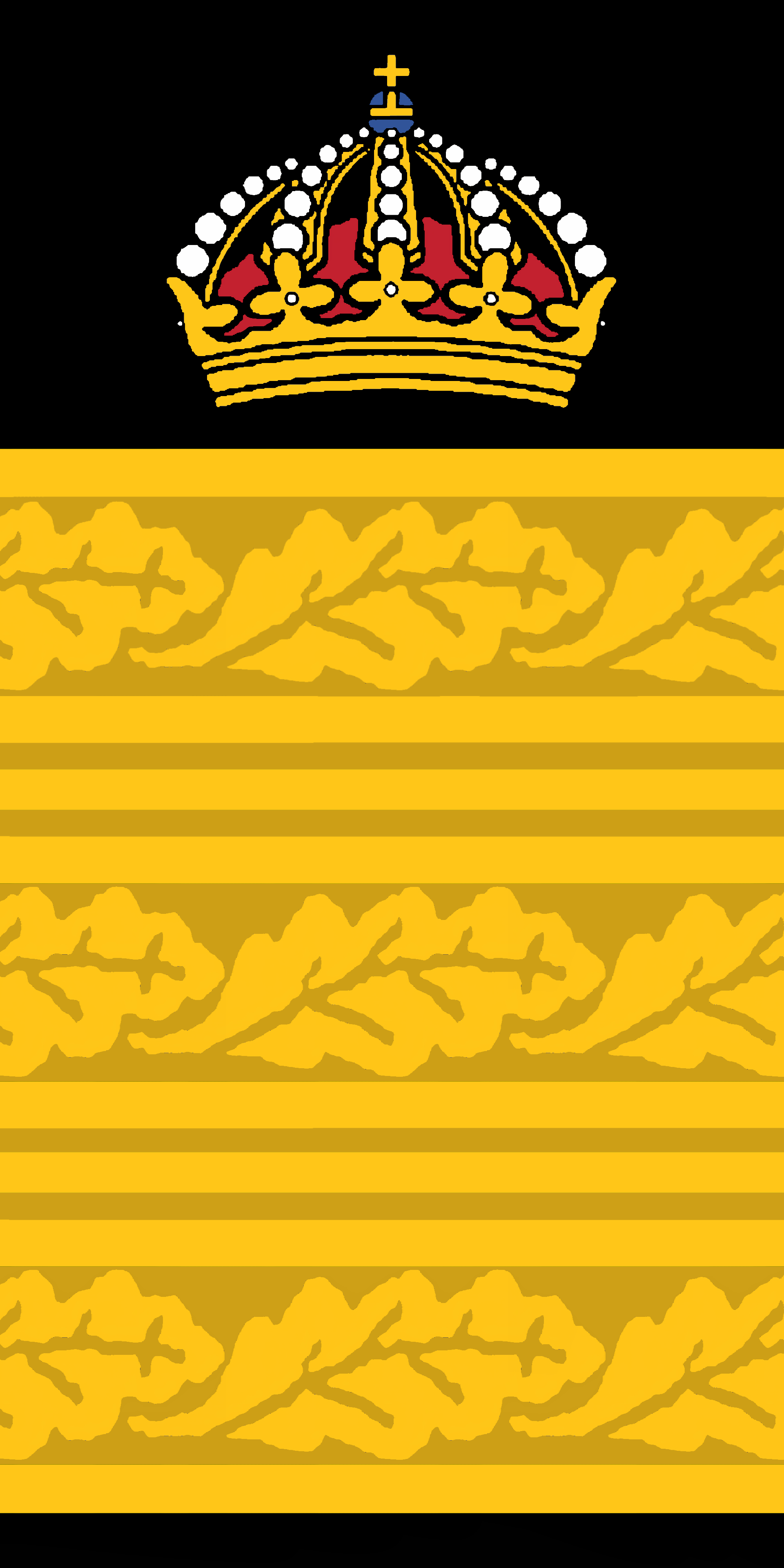
Rikspolischef/Säkerhetspolischef

För anställning som polisaspirant krävs avklarad grundutbildning på polisprogrammet. För anställning som polisassistent eller som polisinspektör eller poliskommissarie krävs fullgjord grundutbildning och godkänd aspirantutbildning, utbildning som specialist eller motsvarande utbildningar enligt äldre bestämmelser. Efter att man arbetat som polisassistent ett antal år kan man, söka eller bli erbjuden anställning som inspektör. För att få titeln kommissarie krävs vanligast att man söker en så kallad kommissarietjänst, vanligen enhetschef eller liknande.
För anställning som polismästare, polisöverintendent, polisintendent eller polissekreterare krävs antingen att lämplig akademisk examen eller har genomgått grundutbildning till polisman. I bägge fallen tillkommer efter anställning särskild chefsutbildning. Även den som genomgått "annan motsvarande utbildning och i övrigt uppfyller kraven kan anställas på dessa tjänster.

### Befogenheter
En statlig utredning, SOU 2010:103, fick i uppdrag att närmare överväga särskilda spaningsmetoder som infiltration, provokativa åtgärder samt användning av tekniska spaningshjälpmedel som för närvarande sker med stöd av de allmänna befogenheterna i bland annat polislagen (1984:387).

### Poliser som har dött i tjänst
Se Polismord i Sverige
Under åren 1900 till 2017 har 99 poliser dött i tjänst genom våld eller olyckor. Främsta orsaken till dödsfall i tjänsten är trafikolyckor med 57 dödsfall, följt av skjutvapen som orsakat 24 dödsfall.

### Användande av våld
Polisens rätt till att använda våld, en del av våldsmonopolet, har diskuterats då det är svårt att dra gränser till vad som är berättigat och icke-berättigat våld. 
Ofta uppstår dessa diskussioner vid speciella händelser, bland annat när personer dödats eller skadats allvarligt. I svenska medier uppstod stora diskussioner om polisbrutalitet efter de så kallade Göteborgskravallerna. Även fallet om Osmo Vallo rönte stor uppmärksamhet. En rapport från Polishögskolan 2010 visade att minst 30 personer hade avlidit i samband med ingripanden från polis, ordningsvakter och vårdpersonal de senaste 25 åren. En rapport 2016 visade att det hade blivit vanligare att polisen använde vapen som påtryckningsmedel vid ingripanden.

#### Verkanseld med dödlig utgång
Polisen skjuter verkanseld mot personer i snitt 20 gånger per år. 2016 hade i genomsnitt en person per år dött av polisskott de senaste 20 åren, men där siffran de senaste åren ökat till 2, 3 och 4 per år.

## Facklig anslutning
Poliserna fackliga organisation är Polisförbundet inom TCO. Akavia inom Saco organiserar en del poliser med juristutbildning. Åren 2017-2019 låg poliserna fackliga organisationsgrad i intervallet 94-98 procent. Åren 2001-2003 var cirka 99-100 procent av poliserna fackligt anslutna. 

## Polisens uppgifter i krig
Polismyndigheten är en beredskapsmyndighet och är sektorsansvarig inom området "Ordning och säkerhet, vilket innebär att de ska ha en god förmåga att hantera fredstida kriser och ytterst ett läge med krig. Polismyndigheten ska vid händelse av höjd beredskap och krig kunna fortsätta med sitt samhällsviktiga grunduppdrag. Dessutom ska Polismyndigheten, liksom alla andra bevakningsansvariga myndigheter, bidra till Försvarsmaktens operativa förmåga.
Polisens långsiktiga mål inkluderar att förebygga, ingripa mot och utreda brott för att öka tryggheten och minska brottsligheten, vilket gäller även vid höjd beredskap och krig.
Som medarbetare på Polismyndigheten är man skyldig att tjänstgöra under höjd beredskap och krig.Utgångspunkten är att medarbetare ska bli placerade där de jobbar till vardags och utföra samma arbetsuppgifter som till vardags eftersom det är där de anses göra bäst nytta.

## Se även

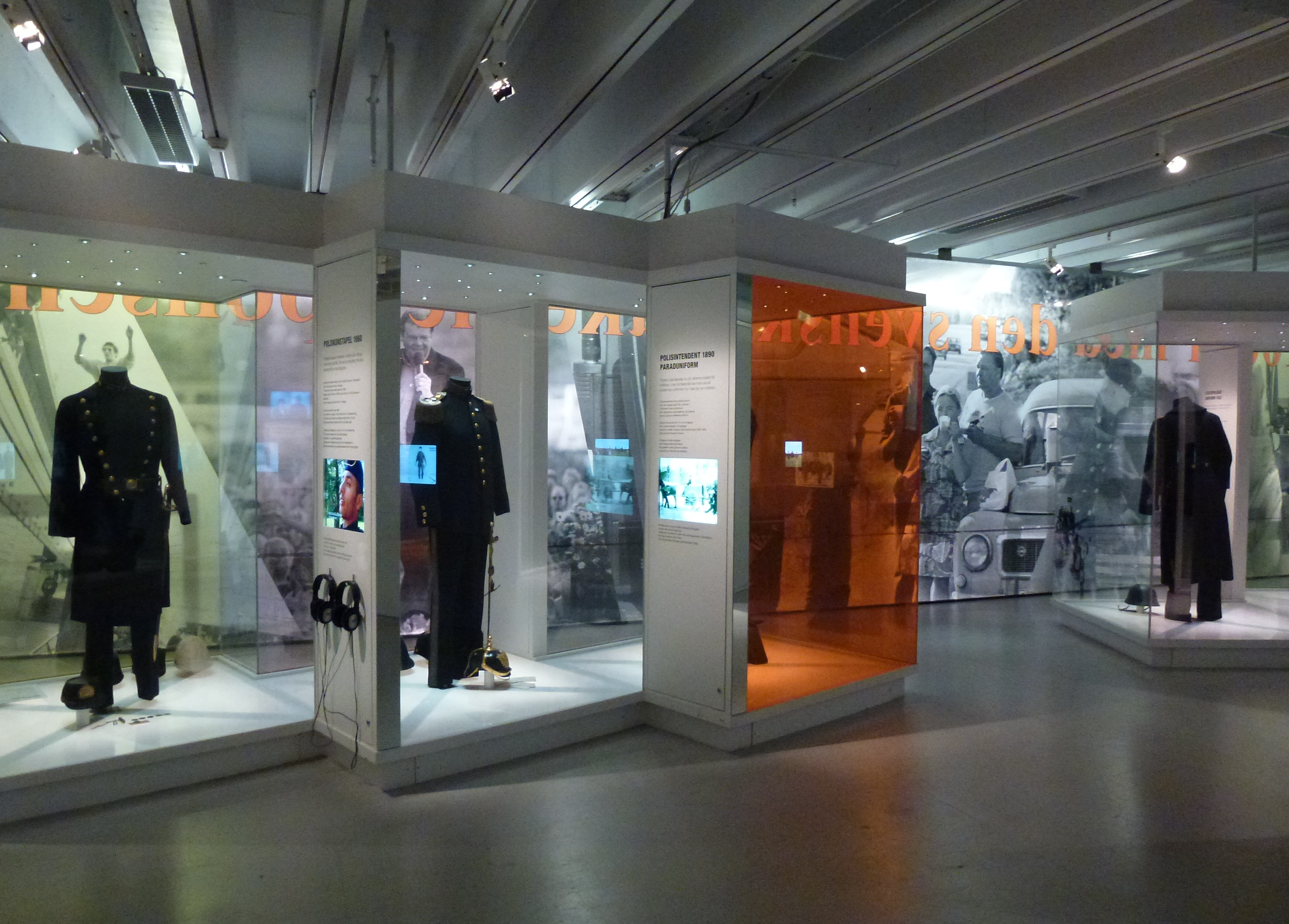
Äldre uniformer på Polismuseet.